# Canots de sauvetage du Titanic
Vous lisez un « article de qualité » labellisé en 2013.
Les canots de sauvetage du Titanic sont des embarcations placées à bord du paquebot afin de permettre l'évacuation et le transbordement de ses passagers en cas d'incident. Le Titanic disposait de vingt canots, dont seize en bois et quatre pliables. Ils avaient une capacité de 1 178 passagers, alors que le navire pouvait transporter jusqu'à environ 3 500 personnes. Des passagers et membres d'équipage présents à bord du paquebot lors de son naufrage dans la nuit du 14 au 15 avril 1912 y ont été chargés, et ils auraient contenu entre 705 et 712 des 2 200 personnes qui se trouvaient dans le navire. Treize canots ont été remontés à bord du Carpathia et ramenés à New York, puis restitués à la White Star Line. Leur sort est par la suite inconnu.
Ces canots sont à l'origine d'une importante polémique, du fait de leur nombre insuffisant, qui était cependant en conformité avec la loi et de leur faible chargement. Les commissions d'enquête britannique et américaine ont blâmé la mauvaise organisation de l'équipage en ce qui concerne le chargement et la mise à l'eau des canots. Elles ont tenté de déterminer le rôle de chaque canot et de leur responsable, mais les faits ont depuis été largement revus par les historiens[réf. nécessaire]. Après le naufrage, des lois ont été modifiées pour obliger toutes les compagnies maritimes à avoir des embarcations de sauvetage en nombre suffisant.

## Contexte et choix des équipements

### Réglementation

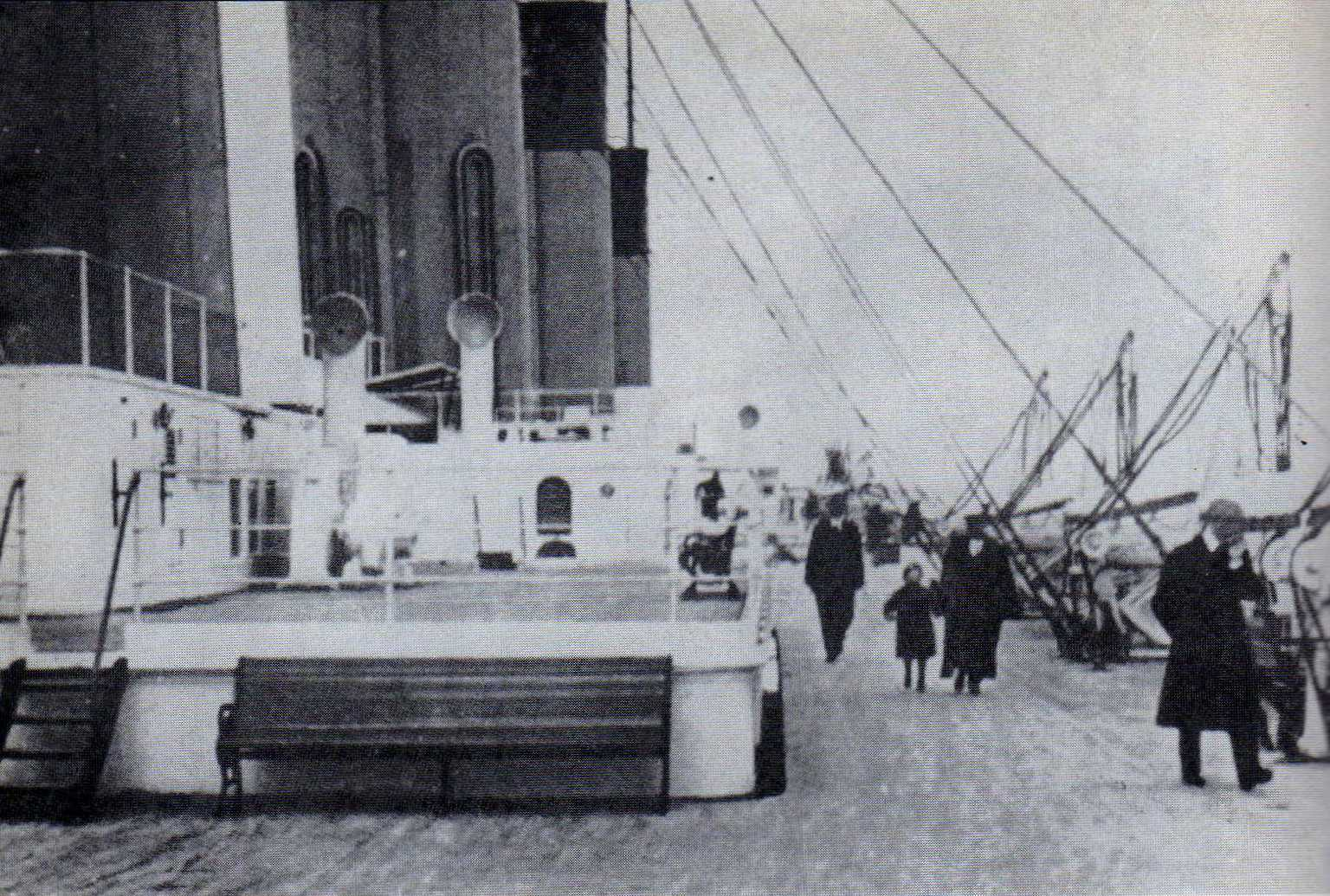
Pont des embarcations du Titanic, avec à droite les bossoirs pouvant contenir jusqu'à quatre canots chacun.

Le Board of Trade (ministère britannique du Commerce) édicte en 1894 une réglementation prévoyant la présence d'embarcations dont la capacité est calculée en volume en fonction du tonnage du navire et non en fonction du nombre de passagers. La réglementation précise aussi que les navires britanniques d'un tonnage supérieur à 10 000 tonneaux de jauge brute doivent être équipés d'au moins 16 canots de sauvetage avec une capacité de 155,7 m3 et de suffisamment de canots pliables pour augmenter de 75 % la capacité des canots. La capacité totale exigée est donc de 272,5 m3, soit 972 personnes (soit environ 0,283 m3 par personne). Avec ses 46 300 tonneaux, le Titanic se situe très largement au-dessus de la dernière tranche, montrant ainsi que la loi n'est plus adaptée aux paquebots modernes. Le début du XXe siècle est en effet témoin d'une très rapide augmentation de la taille des plus gros paquebots.
Le gouvernement britannique n'est toutefois pas ignorant de la question. Dès 1910, un représentant de la Chambre des communes, Horatio Bottomley demande publiquement au président du Board of Trade s'il est au courant que l'Olympic ne doit avoir que 14 canots. On lui rétorque alors qu'il doit en comporter seize, en accord avec la réglementation. Dès 1911, Bottomley suggère que la réglementation soit revue. À la même époque, des commissions commencent à se réunir sur le sujet. En avril 1912, peu avant que le Titanic ne parte pour son unique voyage, les conclusions des études menées sont tirées, et un changement de législation est envisagé, mais repoussé à une date ultérieure, principalement à cause des vacances de Pâques. Le naufrage du Titanic quelques jours plus tard seulement fait donc office d'électrochoc qui ravive le débat.

### Choix du nombre de canots

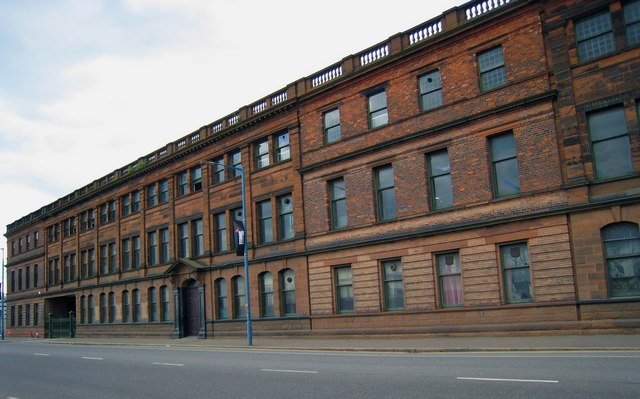
C'est dans les bureaux de dessin des chantiers Harland and Wolff qu'a été décidé le nombre de canots à attribuer au Titanic.

Avec seize canots en bois et quatre canots pliables, seulement 1 178 passagers peuvent embarquer, soit un tiers des 3 320 des passagers et membres d'équipage pouvant embarquer au total. Toutefois, cette capacité est de 20 % supérieure à ce que la loi impose. Inquiet de cette situation, Alexander Carlisle, le directeur général des chantiers Harland and Wolff, insiste durant la construction pour que le paquebot soit équipé d'un total de 64 canots de sauvetage. Cependant, Lord Pirrie, le président des chantiers, et Joseph Bruce Ismay, président de la White Star Line, lui refusent cet ajout. Cela effraierait la clientèle en lui rappelant l'éventualité d'un naufrage ; mais surtout, cela pourrait pousser le Board of Trade à revoir sa loi, obligeant les compagnies britanniques à rééquiper leurs navires. Le temps d'immobilisation des navires serait alors profitable aux compagnies étrangères.
Malgré ses nombreuses demandes, Carlisle ne parvient pas à modifier l'avis de la direction ; il est contraint d'accepter le nombre de 20 embarcations. Au printemps 1912, devant la commission d'enquête britannique, il reconnaît cependant avoir signé le document certifiant le Titanic comme suffisamment équipé, bien qu'il n'ait pas été d'accord avec ce constat. Il réussit en revanche à convaincre la direction des chantiers d'installer à bord des bossoirs de type Wellin, capables de comporter 4 canots chacun. Cette mesure lui fut dictée par un souci d'économie, au cas où le nombre de canots exigé par la réglementation serait venu à augmenter, et non comme une mesure de sécurité. Il prend sa retraite (anticipée) en juin 1910, vraisemblablement à la suite de son échec pour persuader ses supérieurs.

## Description des équipements de sauvetage duTitanic

### Canots de sauvetage

#### Trois types de canots

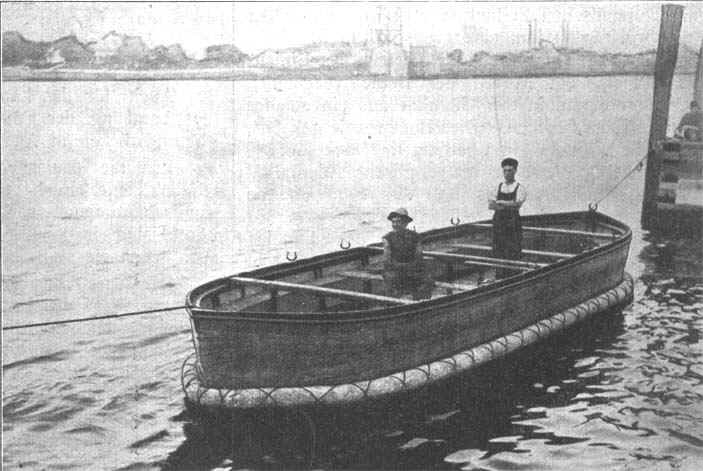
Un canot pliable de type Engelhardt.

Le Titanic, comme son jumeau l'Olympic, est pourvu de vingt canots de sauvetage répartis en trois types. Le premier, et le plus répandu, concerne quatorze des canots. Ces canots standards d'une capacité de 18,55 m3 sont conçus pour transporter 65 personnes à leur bord. Viennent ensuite deux canots dits « de secours » ou « d'urgence », conçus pour être mis à la mer rapidement, dans l'éventualité où un homme tomberait à la mer, par exemple. Ceux-ci sont plus petits et déjà déployés hors de la coque, contrairement aux autres canots qui sont posés sur le pont. Le volume des deux canots de secours diffère de quelques centimètres cubes, mais leur capacité reste la même, pour 40 personnes. Ces deux canots sont situés au niveau de la passerelle de navigation.
À ces seize canots en bois s'ajoutent quatre canots pliables, ou radeaux (en anglais collapsible boats) de type Engelhardt. Ceux-ci sont constitués d'une coque en bois quasiment plate, qui constitue le fond de l'embarcation, et de flancs de toile que l'on monte lorsque le canot doit être utilisé. Le fond est conçu pour flotter avec des personnes à son bord quand bien même les flancs de toile ne seraient pas montés. Leur capacité est de 47 passagers chacun. Deux sont posés à même le pont à côté des canots de secours. Les deux autres se situent sur le toit des quartiers des officiers, de part et d'autre de la première cheminée. Un dispositif est prévu pour les descendre sur le pont, mais les marins du Titanic n'ont pas été convenablement entraînés à le faire. Le soir du naufrage, ils se voient donc contraints de les mettre à la mer tant bien que mal.

#### Signalétique
Tous les canots en bois (standards et d'urgence) sont pourvus d'une plaque mentionnant leurs dimensions, volume et capacité. Sont également présents sur leur coque des plaques portant l'emblème de la White Star Line (un fanion rouge avec une étoile blanche) et l'inscription « S.S. Titanic ». Chaque canot est identifié par un numéro de 1 à 16 ; les numéros pairs correspondant aux canots du côté bâbord et ceux impairs aux canots du côté tribord. Les deux canots de secours sont les numéros 1 et 2, puis les autres sont numérotés de 3 à 16 en remontant vers l'arrière.
En ce qui concerne les radeaux Engelhardt, il n'est pas certain qu'ils aient été pourvus de plaques les identifiant ou d'un autre moyen de les distinguer les uns des autres. Ils sont désignés par les lettres A à D. Les radeaux C et D sont ceux qui sont situés sur le pont, respectivement à tribord et à bâbord. Les A et B sont pour leur part placés sur le toit du quartier des officiers.

#### Équipement des canots
L'équipement des canots reste conforme aux exigences du Board of Trade. Tous les canots (à l'exception des canots pliables) se voient pourvus d'un mât, de voiles pliées dans des sacs, de rames, d'une ancre, d'un compas à alcool et son nécessaire de fixation, d'un réservoir à provisions et de gobelets. Les canots pliables sont également pourvus de rames, d'une ancre, ainsi que d'une pompe pour évacuer l'eau qui s'y infiltrerait. Enfin, les canots 3, 4, 5 et 6 disposent d'une lampe à pétrole.
Cependant, dans son ouvrage « Titanic », the Ship Magnificent, dans lequel il consacre un chapitre aux dispositifs de sauvetage, Bruce Beveridge explique que si les canots ont été pourvus de tels équipements, cela n'implique pas qu'ils en aient été doté en permanence. Les compas, par exemple, trop précieux et fragiles pour être laissés dans les canots, sont stockés dans un casier sécurisé. Ceci explique que les rescapés ne les aient pas trouvé, l'équipage n'ayant pas pensé à les leur fournir.

### Autres équipements de secours

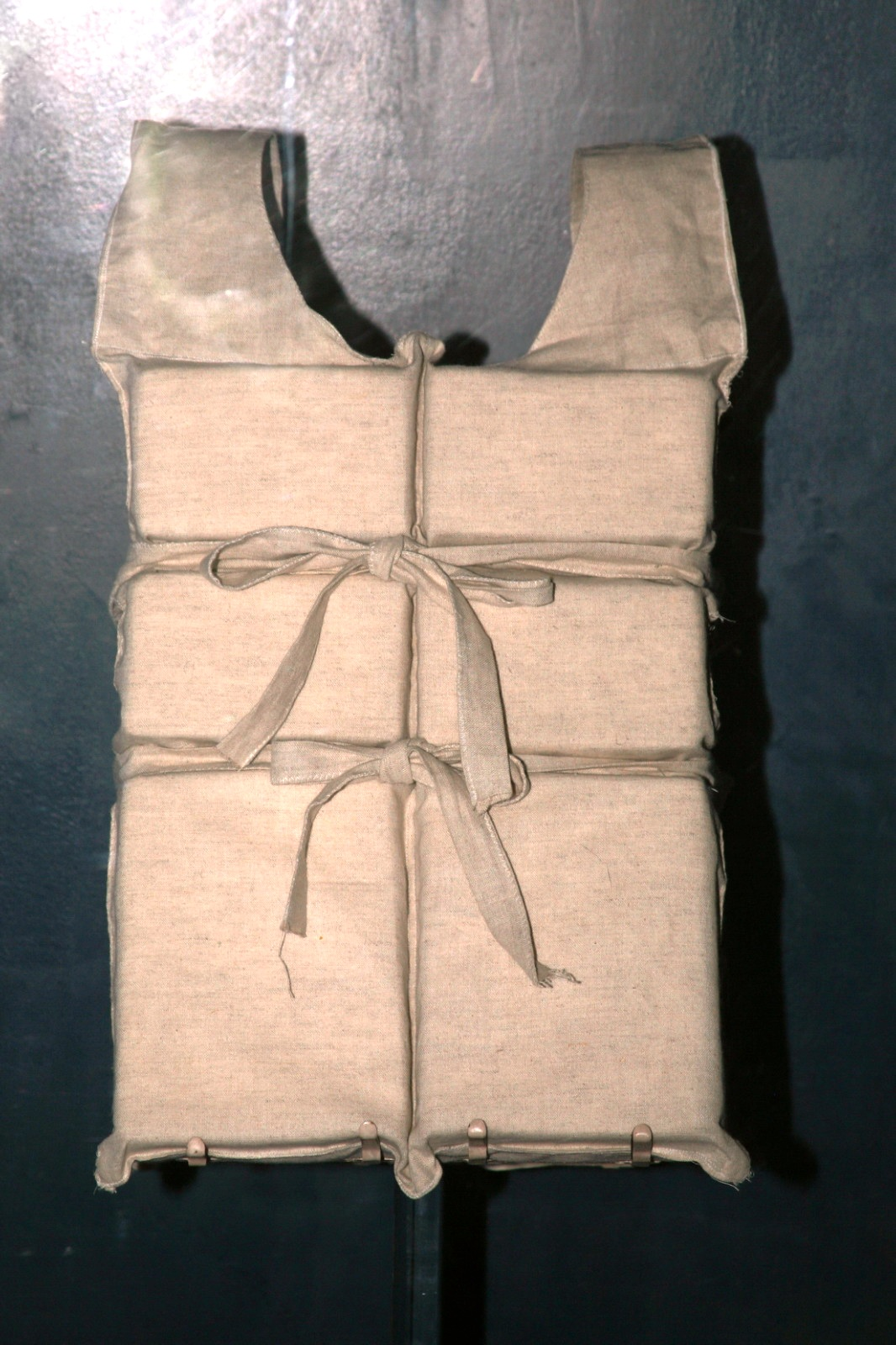
Plus de 3500 gilets de sauvetage semblables à celui-ci étaient à bord du Titanic.

Outre les canots de sauvetage, le Titanic dispose d'autres équipements en cas de détresse. 48 bouées de sauvetage en liège sont réparties sur le navire, prêtes à être utilisées si un homme venait à tomber à la mer. Certaines sont équipées du dispositif lumineux de la société Holmes, conçu pour dégager un signal de fumée lorsque la bouée touche l'eau, même en pleine nuit. Les bouées sont simples et blanches. Depuis le naufrage, un grand nombre de bouées marquées « Titanic » ont été vendues aux enchères à un très fort prix, mais sont en réalité des faux, puisque les vraies ne comportaient pas d'inscription. Le navire est également équipé de 3 560 gilets de sauvetage en liège , disposés dans tous les logements des passagers et de l'équipage.
Afin de se signaler aux autres navires, le Titanic dispose d'une installation radio, ainsi que de lampes Aldis, et des fusées de détresse. Ces dernières ont beaucoup prêté à polémique dans les temps qui ont suivi, notamment concernant le nombre de fusées, leur couleur, et la façon dont elles ont pu être vues depuis le Californian, cargo proche du Titanic la nuit du naufrage. De récentes études ont prouvé qu'outre les signaux de compagnie (verts) qu'il transportait, le Titanic disposait de fusées de détresse blanches pouvant être vues au loin, et dont c'était la seule utilité. Elles étaient donc réglementaires, et ne pouvaient pas être confondues avec des signaux anodins.

## Rôle durant le naufrage

### Organisation de l'évacuation
La nuit du naufrage, l'évacuation des passagers dans les canots est organisée de la façon suivante : William Murdoch, le premier officier, est chargé de tous les canots situés à tribord (c'est-à-dire tous les canots portant un chiffre impair en plus des canots A et C) et le deuxième officier, Charles Lightoller, a la responsabilité de tous les canots situés à bâbord (tous les canots portant un chiffre pair en plus des canots B et D). Le commandant Edward Smith et le commandant en second Henry Wilde supervisent les opérations tandis que les quatre autres officiers (dans l'ordre hiérarchique, Herbert Pitman, Joseph Boxhall, Harold Lowe et James Moody) ne sont pas assignés à un côté spécifique, et se déplacent selon les besoins. Avec les quartiers-maîtres et matelots, ils sont indispensables pour manœuvrer les canots, ce qui explique leur fort taux de survie, alors que les stewards et hôtesses se chargeaient de réunir les passagers et de les faire embarquer, parfois aidés par le reste de l'équipage, comme les cuisiniers, chauffeurs ou soutiers.
Le manque d'organisation est cependant l'une des causes du nombre important de victimes. La règle « les femmes et les enfants d'abord » a été interprétée différemment selon les officiers (voir infra, section analyse), et beaucoup de femmes et d'enfants ont rejoint le pont supérieur trop tard pour être sauvés, surtout en troisième classe. De même, l'équipage a rassuré beaucoup de passagers en affirmant qu'il s’agissait d'un simple exercice. Cette précaution visait à éviter qu'une panique rende l'évacuation plus difficile, mais elle a eu l'effet pervers de le ralentir puisque beaucoup de passagers ont refusé de quitter la sécurité du navire pour une petite embarcation. L'évacuation a ainsi été lente pendant près d'une heure.

Plan des canots sur le Titanic, en vue « aérienne ».

### Histoire de chaque canot durant le naufrage
Les canots ci-dessous sont classés par ordre de départ du Titanic.

#### Canotno7

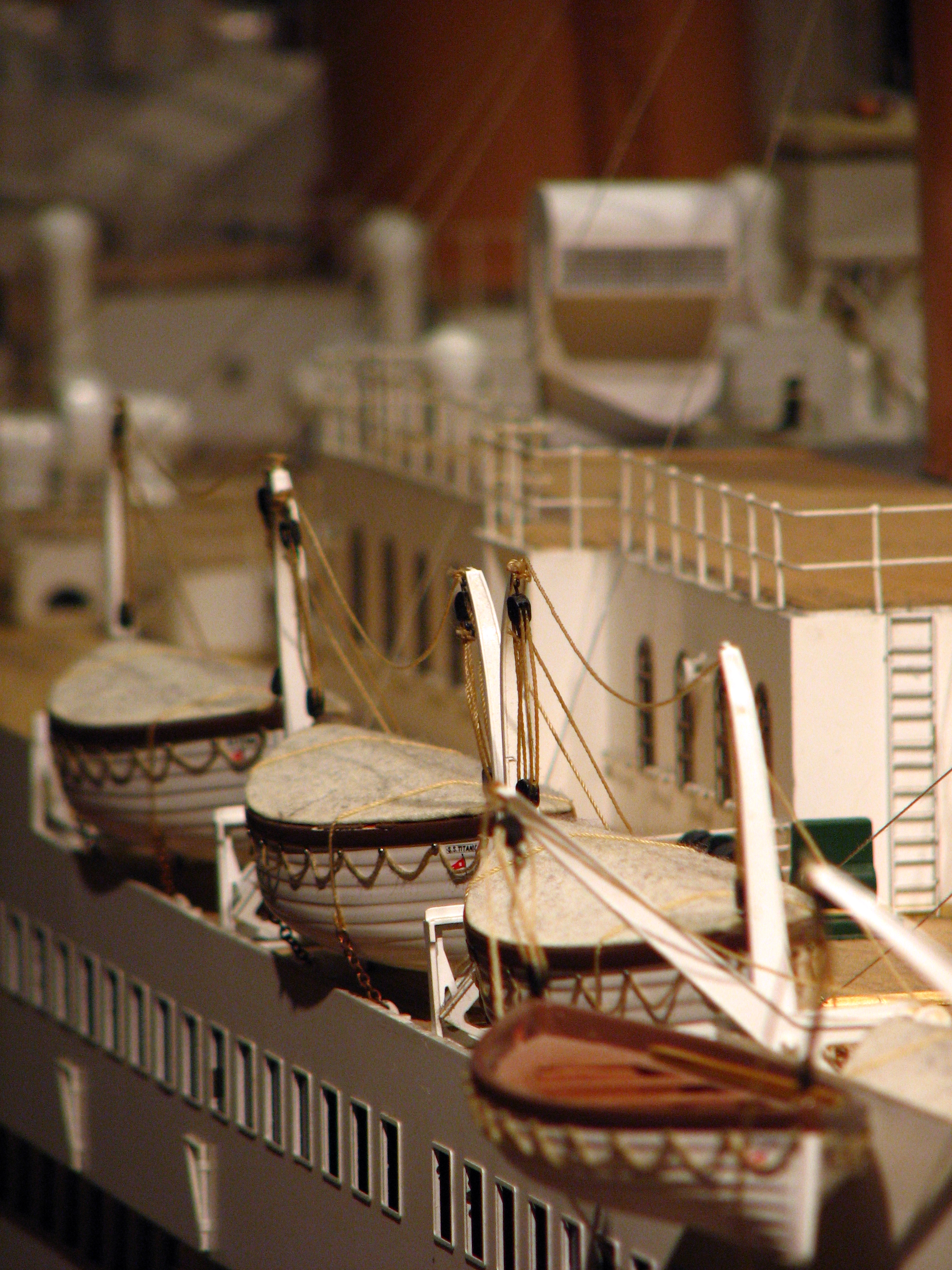
Maquette montrant les canots tribords avant : le no 1 suspendu et les nos 3, 5 et 7 derrière.

Le canot standard no 7 est mis à la mer vers 0 h 40, avec 28 personnes à bord pour 65 places,. C'est le tout premier canot affalé. À son bord, on trouve 24 passagers de première classe, dont 11 hommes, un homme de deuxième classe et 3 membres d'équipage. Il y a donc une majorité d'hommes, l'officier Murdoch les ayant autorisés à monter afin de compenser le faible nombre de personnes acceptant de monter à bord. La majorité des passagers se sentaient en effet plus en sécurité à bord du Titanic, d'autant que l'équipage a cherché à les rassurer en prétendant qu'il s'agissait d'un exercice. Selon un passager du canot, aucun ordre n'a été donné pour faire monter les femmes en priorité à ce moment-là. Le responsable du canot est George Hogg, une vigie du nid-de-pie.
Durant la nuit, le canot s'arrime au no 5 et cinq ou six passagers montent à bord. Il est ramené à New York après avoir atteint le Carpathia à 6 h 15,.

#### Canotno5
Le canot standard no 5 est mis à la mer immédiatement après le 7 (qui se trouvait à côté) vers 0 h 43 avec à son bord 35 ou 36 personnes pour 65 places,. Le 3e officier Herbert Pitman en prend le commandement sous l'instruction du premier officier Murdoch. C'est le marin le plus gradé qui a été expressément chargé d'un canot. Tout d'abord, 15 femmes et enfants sont embarqués, mais pour compenser le faible nombre de personnes acceptant de monter dans le canot, les officiers acceptent que les hommes y accèdent. On trouve donc 13 passagers masculins à bord, dont sept qui rejoignent leur femme dans le canot. Au total, il y a 28 passagers, tous de première classe, et huit membres d'équipage, dont deux hôtesses.
Le canot a été attaché au no 7 et cinq ou six personnes montent à bord de ce dernier. Après avoir atteint le Carpathia à 6 heures, il est hissé à bord.

#### Canotno3
Le canot standard no 3 est mis à la mer vers 0 h 55, avec entre 32 et 40 personnes à bord pour 65 places, selon les témoignages,. Il est d'abord chargé avec quatorze femmes et enfants, passagers de première classe, puis, afin de descendre plus rapidement un canot chargé, le premier officier Murdoch fait embarquer douze hommes de première classe. Enfin, deux maîtres d'hôtel montent, ainsi que cinq à dix mécaniciens selon les témoignages. Le responsable du canot est le matelot qualifié George Moore. Après avoir atteint la mer, l'embarcation s'éloigne rapidement du Titanic. Selon une passagère de première classe, c'est le groupe de mécaniciens qui a pris cette décision, de peur que le canot soit aspiré par des remous. Il atteint le Carpathia à 7 h 30 puis est hissé à bord de ce dernier.

#### Canotno8
Le canot standard no 8 est mis à la mer à 1 h 0 avec à son bord entre 25 et 28 personnes pour 65 places, par l'officier Charles Lightoller. C'est le premier canot mis à la mer du côté bâbord, et le quatrième en tout. Il était initialement considéré que c'était le canot 6 qui avait été descendu premier à bâbord, selon les résultats de la commission d'enquête britannique, jusqu'à ce qu'un croisement des témoignages amène à la conclusion inverse. À bord du canot, on ne trouve que des passagères de première classe, ainsi que trois ou quatre membres d'équipage. Parmi les 24 passagères de première classe, on trouve la comtesse de Rothes. Aucun passager masculin n'a eu le droit de monter à bord de ce canot. Le responsable du canot est Thomas Jones, un matelot qualifié. Ce dernier a reçu l'ordre de ramer en direction de la lumière d'un navire apparaissant à l'horizon : cette lumière sera ensuite soupçonnée d'appartenir au Californian.
Après que le Titanic a coulé, le matelot Thomas Jones veut revenir en arrière pour sauver des naufragés. L'idée est soutenue par la comtesse de Rothes, ainsi qu'une passagère américaine, mais le canot ne revient pas en arrière, du fait du refus d'une majorité de passagers. Le canot est hissé à bord du Carpathia après l'avoir atteint à 7 h 30.

#### Canotno1

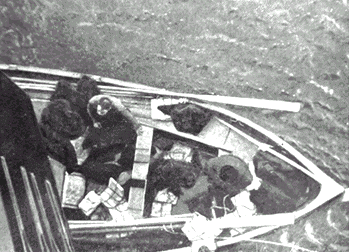
Le canot no 1 a atteint le Carpathia, ce fut le canot le moins chargé de tous.

Après avoir descendu les canots 7, 5 et 3, l'équipage se tourne vers le canot de secours no 1, le dernier en bois à tribord avant. Le côté tribord est alors en avance par rapport à bâbord, qui n'a fait descendre qu'un seul canot. Un petit groupe de femmes et d'hommes demandent à pouvoir monter dans le canot, ce que l'officier Murdoch accepte. Il s'agit de Lucy Duff Gordon, accompagnée de son époux Cosmo, de leur domestique et de deux autres hommes de première classe. L'équipage est composé de quatre chauffeurs, un soutier, un matelot qualifié et le responsable du canot, le vigie George Symons. Le canot est descendu à 1h05 avec à son bord seulement douze personnes sur 40 possibles, et est ainsi le moins chargé de tous à quitter le navire. Selon le responsable du canot, il ne restait aucun passager sur le pont quand il a été descendu.
Le canot s'éloigne à environ 200 mètres puis l'équipage cesse de ramer. Après le naufrage, les cris des naufragés sont largement perceptibles et un débat éclate à propos de la possibilité de revenir repêcher des naufragés. Ces faits ont été l'objet d'une polémique dans la presse et lors de la commission d'enquête britannique. Le chef chauffeur et le matelot qualifié ont tous deux témoigné avoir pris position pour revenir en arrière, attribuant le refus de cette idée respectivement à Lucy Duff Gordon et au responsable du canot, qui ont eu peur qu'il ne soit coulé par les naufragés. Ces témoignages ont poussé les autorités à demander aux Duff Gordon de comparaître devant la commission. De même, le commandement effectif du canot a suscité la polémique, un membre de l'équipage témoignant que les décisions étaient en réalité prises par Cosmo Duff Gordon et un autre passager de première classe, ce que le principal intéressé a contesté. Enfin, la dernière polémique a concerné l'argent que les Duff Gordon ont donné à chacun des membres de l'équipage afin qu'ils puissent racheter leur équipement perdu et écrire une lettre à leurs proches une fois arrivés à New York, soit cinq livres (équivalent d'un mois de leur salaire). Certains ont cru voir ici un pot-de-vin pour que l'équipage accepte d'abandonner l'idée de repêcher des naufragés, bien que cela s'inscrive dans une succession de maladresses de la part du couple, qui s'est également fait photographier avec ses compagnons d'infortune, et leur a fait dédicacer un gilet de sauvetage. Dans son réquisitoire, le procureur Rufus Isaacs ne blâme pas le comportement des passagers mais celui du responsable du canot. Mais il condamne surtout la mauvaise organisation, le manque d'information et de formation de l'équipage, insistant que le canot n'aurait pas du être descendu avec une charge si faible tout en reconnaissant qu'il n'y avait plus de passagers sur le pont à ce moment-là, étant donné les témoignages concordants sur ce point.

#### Canotno6

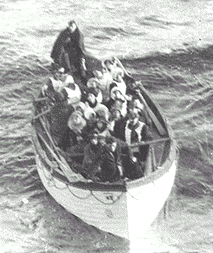
Le canot no 6 approche du Carpathia, Robert Hichens est à la barre.

Le canot standard no 6 est mis à la mer à 1 h 10 avec à son bord entre 23 et 25 personnes pour 65 places,. C'est le deuxième canot mis à la mer du côté bâbord, et le sixième en tout. À bord du canot, seuls des passagers de première classe ont été embarqués, ainsi que quatre membres d'équipage. Parmi les passagers de première classe, il y a 19 femmes, dont Margaret Brown, et un homme, le major Peuchen. Aucun homme n'a eu le droit de monter à bord de ce canot, mais au moment de la descente, une femme a réclamé plus de personnes pour manier les six rames du canot, et Arthur Peuchen a été autorisé à rejoindre le canot en se laissant glisser le long des cordes. L'officier Charles Lightoller, qui est chargé de remplir ce canot, nomme Robert Hichens responsable du canot. Il est celui qui tenait la barre du Titanic au moment où celui-ci a heurté l'iceberg. À bord du canot, il tient la barre. Se trouve également dans le canot Frederick Fleet, la vigie qui a aperçu en premier l'iceberg. Selon certains, parmi lesquels Arthur Godfrey Peuchen, un jeune passager de troisième classe blessé serait monté à bord clandestinement. Selon d'autres, comme Margaret Brown, il a été invité à monter à bord par le capitaine. Il s'agirait de Philip Zenni, un Syrien âgé de 25 ans.
Alors que le canot s'éloigne du navire, plusieurs coups de sifflet retentissent, demandant au canot de venir charger d'autres passagers. Mais le canot ne revient pas, et selon Peuchen, c'est Robert Hichens, le responsable du canot, qui refuse. Après que le Titanic a coulé, une discussion éclate à propos de la nécessité de revenir sur les lieux du naufrage. Plusieurs passagers, parmi lesquels Margaret Brown et Helen Candee, ont demandé plusieurs fois à Hichens de revenir en arrière. Ce refus est confirmé par de nombreux témoignages des occupants du canot. Robert Hichens a déclaré devant une commission sur le naufrage ne pas se souvenir qu'on lui ait demandé de retourner en arrière, et se justifie également de ne pas être revenu par peur d'être aspiré par les remous. Durant la nuit, le canot est arrimé pendant un moment au canot no 16 et un chauffeur monte à bord pour aider à ramer, les femmes ayant ramé durant une grande partie de la nuit.
Le canot rejoint le Carpathia vers 8 heures, et est ramené à New York.

#### Canotno16
Le canot standard no 16 est mis à la mer vers 1 h 20 avec à son bord entre 40 et 53 personnes pour 65 places selon les sources,. C'est le troisième canot mis à la mer du côté bâbord, et le septième en tout. Il est chargé en même temps que les no 14 et 12, mais est descendu en premier. Il y aurait au moins trois passagers de deuxième classe à bord, 22 de troisième classe, et aucun de première classe. Il n'y aurait aucun homme parmi les passagers, selon plusieurs témoignages. S'y trouvent également douze membres d'équipage, parmi lesquels six hôtesses. Le responsable du canot est le capitaine d'armes, Joseph Bailey,. Il s'arrime au canot no 6 durant la nuit, et transfère un chauffeur vers ce dernier, afin d'aider à ramer. Le canot est ramené à New York après avoir atteint le Carpathia vers 6 h 45.

#### Canotno14

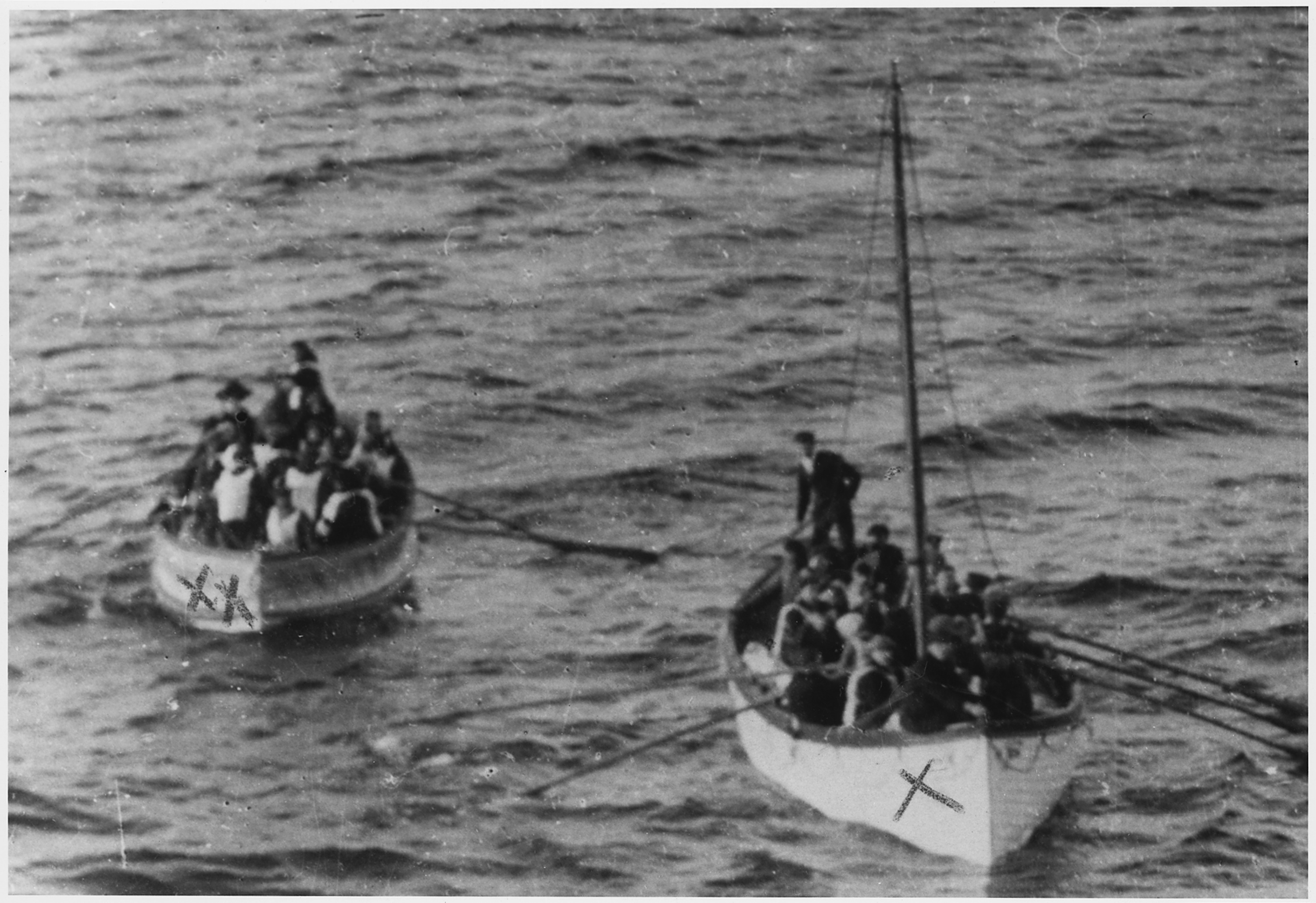
À droite, le canot standard no 14 avec Harold Lowe debout et, à gauche, le pliable D.

Le canot standard no 14 est mis à la mer à 1 h 25, avec entre 39 et 42 personnes à bord pour 65 places,. Le canot est chargé par les officiers Harold Lowe et Charles Lightoller ainsi que le commandant en second Henry Wilde. Le premier est désigné responsable du canot. Il y a à bord, au moment de la descente, quatre passagers de première classe, 23 de deuxième et cinq de troisième, ainsi qu'environ huit membres d'équipage,. On trouve deux hommes parmi les passagers, dont un de troisième classe monté clandestinement : il s'est fait passer pour une femme en mettant un châle sur sa tête,. Durant la descente, le responsable du canot, le cinquième officier Harold Lowe, tire trois coups de feu en l'air pour dissuader des passagers de monter en force depuis le pont A. Peu après, toujours au moment de la descente, l'un des palans se bloque et le canot penche dangereusement. L'officier coupe alors les cordes, et le canot fait une chute libre de 1,5 mètre.
Après que le Titanic a coulé, l'officier Harold Lowe réunit autour de lui quatre autres canots, les no 10, 12, 4 et D. Il procède alors au transfert de 33 des passagers de son canot vers les autres et réunit ensuite une dizaine de volontaires pour faire demi-tour. Il se rapproche ensuite des lieux du naufrage mais par peur que son canot soit chaviré par les naufragés, décide d'attendre un moment à proximité. Il arrive sur les lieux du naufrage vers 3 heures. L'équipage du canot ne peut voir alors qu'un vaste champ de cadavres. Ils tirent de l'eau trois ou quatre personnes encore vivantes : un passager de première classe américain qui décède durant la nuit, un Chinois de troisième classe évanoui qui avait attaché son bras à une chaise et un steward britannique. L'officier Lowe a d'abord refusé de faire monter à bord le passager de troisième classe au motif qu'il serait japonais, mais déclare ensuite avoir regretté ses paroles devant la commission d'enquête après avoir constaté l'énergie que celui-ci déployait pour aider à ramer après son réveil. Un passager italien de deuxième classe aurait aussi été repêché. Le canot sera le seul à être revenu sur les lieux du naufrage et Lowe est par ailleurs le seul à avoir hissé le mât du canot. Au petit matin, le canot se dirige vers le Carpathia, et embarque à son bord les douze passagers encore vivants du canot pliable A, qui se trouvait en difficulté puisqu'à moitié submergé. Puis, il aide le canot pliable D en le remorquant vers le Carpathia. Il termine son trajet à 7 h 15 avec environ 25 personnes à bord. Il est ensuite abandonné à la dérive.

#### Canotno12

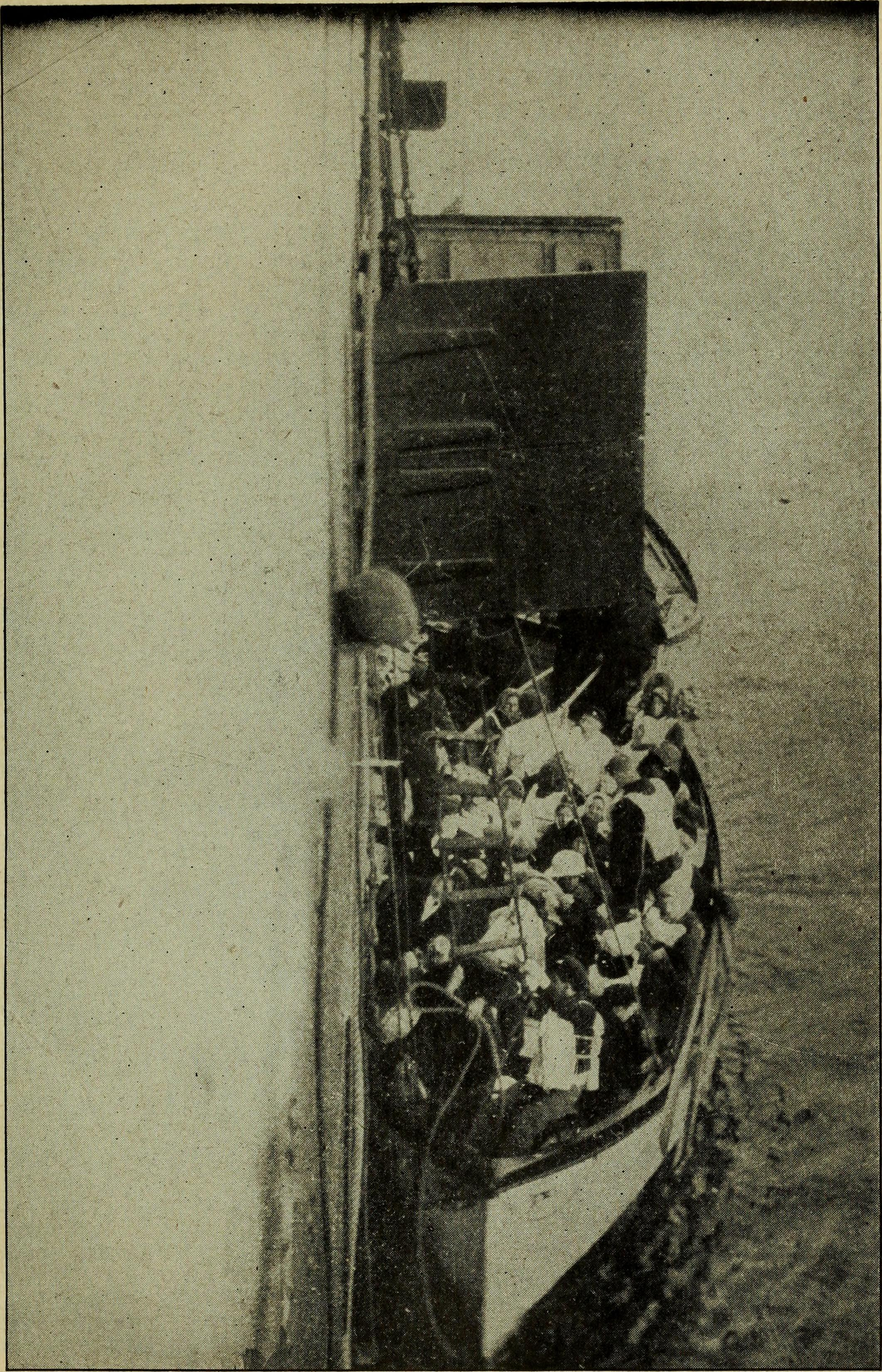
Le canot no 12 atteint le Carpathia.

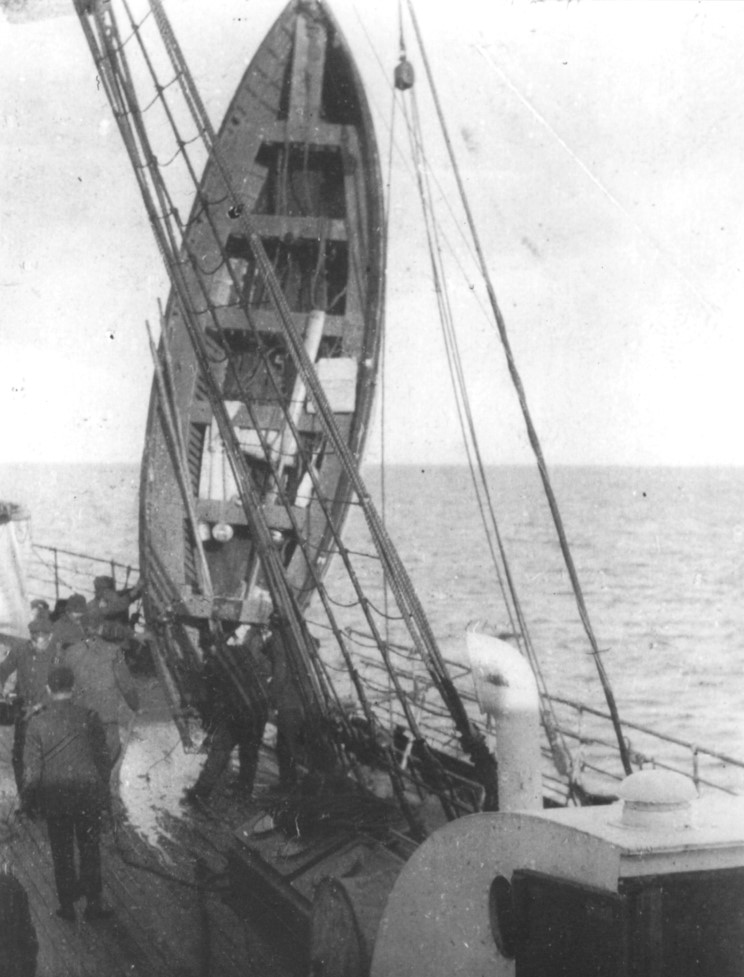
Le canot no 12 est hissé à bord du Carpathia.

Le canot standard no 12 est mis à la mer vers 1 h 30 par Henry Wilde et Lightoller avec entre 24 et 42 personnes à bord pour 65 places selon les différentes sources,,,. C'est le cinquième canot mis à la mer du côté bâbord, et le neuvième ou dixième en tout. Il est affalé environ au même moment que le canot no 9. Il y aurait 16 passagers de deuxième classe à bord, quatre de troisième classe, et aucun de première classe. Il n'y a qu'un seul homme sur ces 20 personnes, un Français qui serait monté de force dans le canot selon un matelot. Deux ou quatre membres d'équipage y ont également pris place. Le responsable du canot est un matelot qualifié, John Poingdestre.
Durant la nuit, le canot rejoint les canots no 10, 14, 4 et D à environ 150 mètres des lieux du naufrage. On transfère à l'occasion une douzaine de femmes provenant du canot no 14, et trois membres d'équipage du canot pliable D. À l'aube, il porte secours, avec l'aide du canot no 4, au canot retourné, le pliable B. Une vingtaine de personnes est alors transférée vers le canot no 12. À ce moment, plusieurs personnes importantes, telles que Charles Lightoller, Archibald Gracie ou Harold Bride, montent à bord. Le canot se retrouve alors en surcharge, avec près de 70 personnes à son bord selon plusieurs témoignages,. Il atteint le Carpathia en dernier, à 8 h 15 et est ramené à New York.

#### Canotno9
Après avoir assuré le départ des quatre canots en bois à l'avant tribord, l'officier Murdoch met à l'eau le canot no 9 vers 1 h 30 avec à son bord une quarantaine de personnes contre 65 possibles. On trouverait à bord six passagers de première classe, dont deux hommes, 17 de deuxième classe, dont quatre hommes et enfin trois hommes de troisième classe. Les membres d'équipage seraient huit stewards, trois chauffeurs, deux matelots qualifiés, le quartier-maître Walter Wynn, et enfin le responsable du canot, l'aide maître d'équipage Albert Haines. Le canot s'éloigne d'environ 200 mètres du Titanic. Selon le témoignage du responsable, les cris des naufragés étaient audibles et il consulte alors les trois autres marins à bord, à la suite de quoi ils décident de ne pas revenir en arrière, jugeant la manœuvre trop dangereuse étant donné l'importante charge du canot. Ce dernier atteint le Carpathia vers 6 h 15 et est hissé à bord.

#### Canotno11

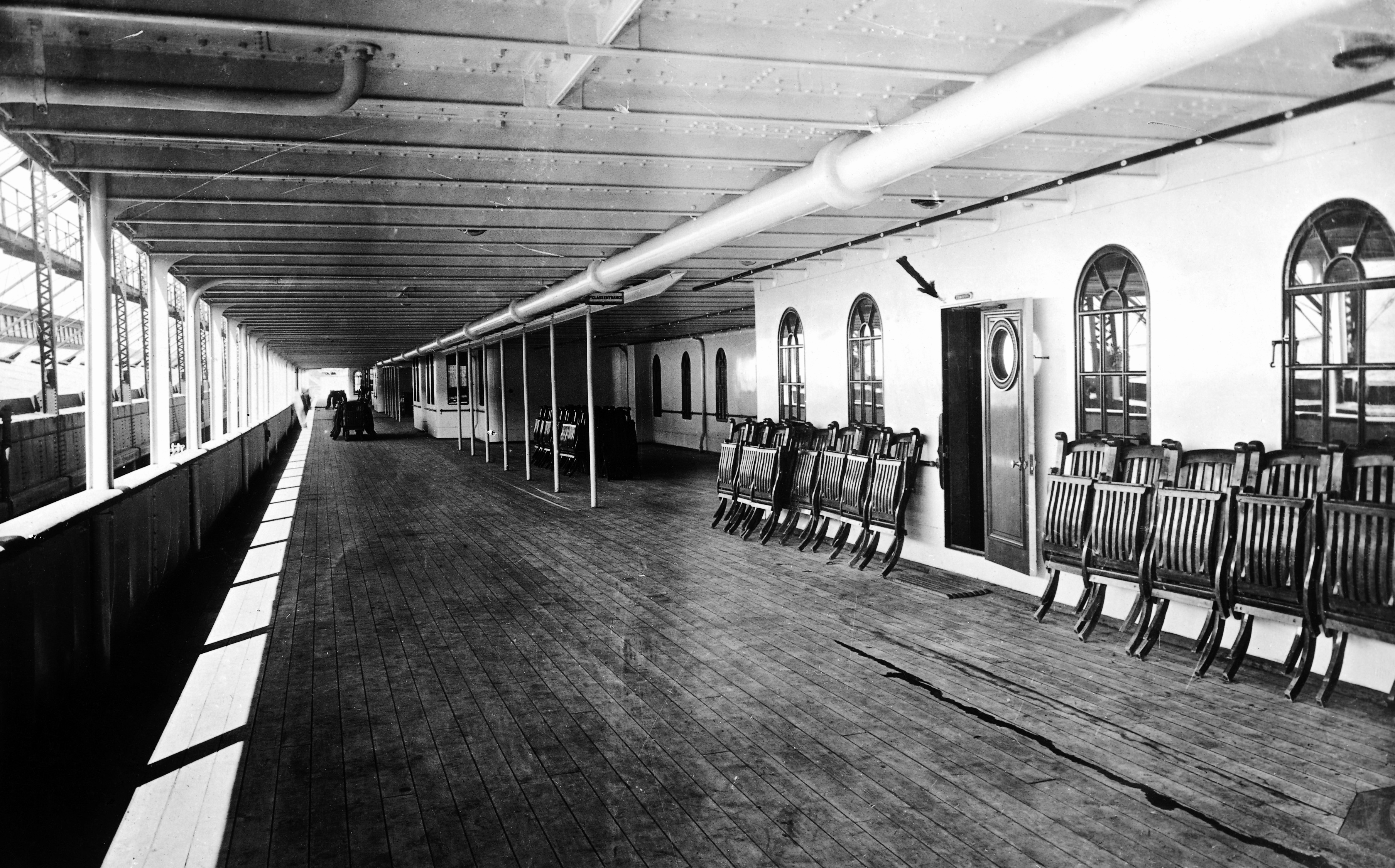
Vue du pont A, depuis lequel certains passagers ont embarqué dans les canots.

Juste après le départ du canot no 9, l'officier Murdoch met à l'eau le canot no 11 vers 1 h 35 avec à son bord une cinquantaine de personnes contre 65 possibles. C'est l'un des rares canots chargés depuis le pont A. On trouverait à bord six passagers de première classe, dont un homme et le petit Trevor Allison, seul survivant de la famille Allison, embarqué par la domestique de la famille, Alice Cleaver. Il y a également 15 passagers de deuxième classe, dont aucun homme et enfin deux à cinq passagers de troisième classe. Les membres d'équipage seraient neuf hôtesses, 14 stewards, un chauffeur, un matelot qualifié, et enfin le responsable du canot, le quartier-maître Sidney Humphreys.
Le canot parvient à échapper à une pompe de vidange qui laissait échapper de l'eau depuis le flanc du navire et qui a failli se déverser à l'intérieur, puis il s'éloigne d'environ 300 mètres du Titanic selon un steward à bord. Il atteint le Carpathia vers 7 h 0 et est hissé à bord.

#### Canotsno13 etno15

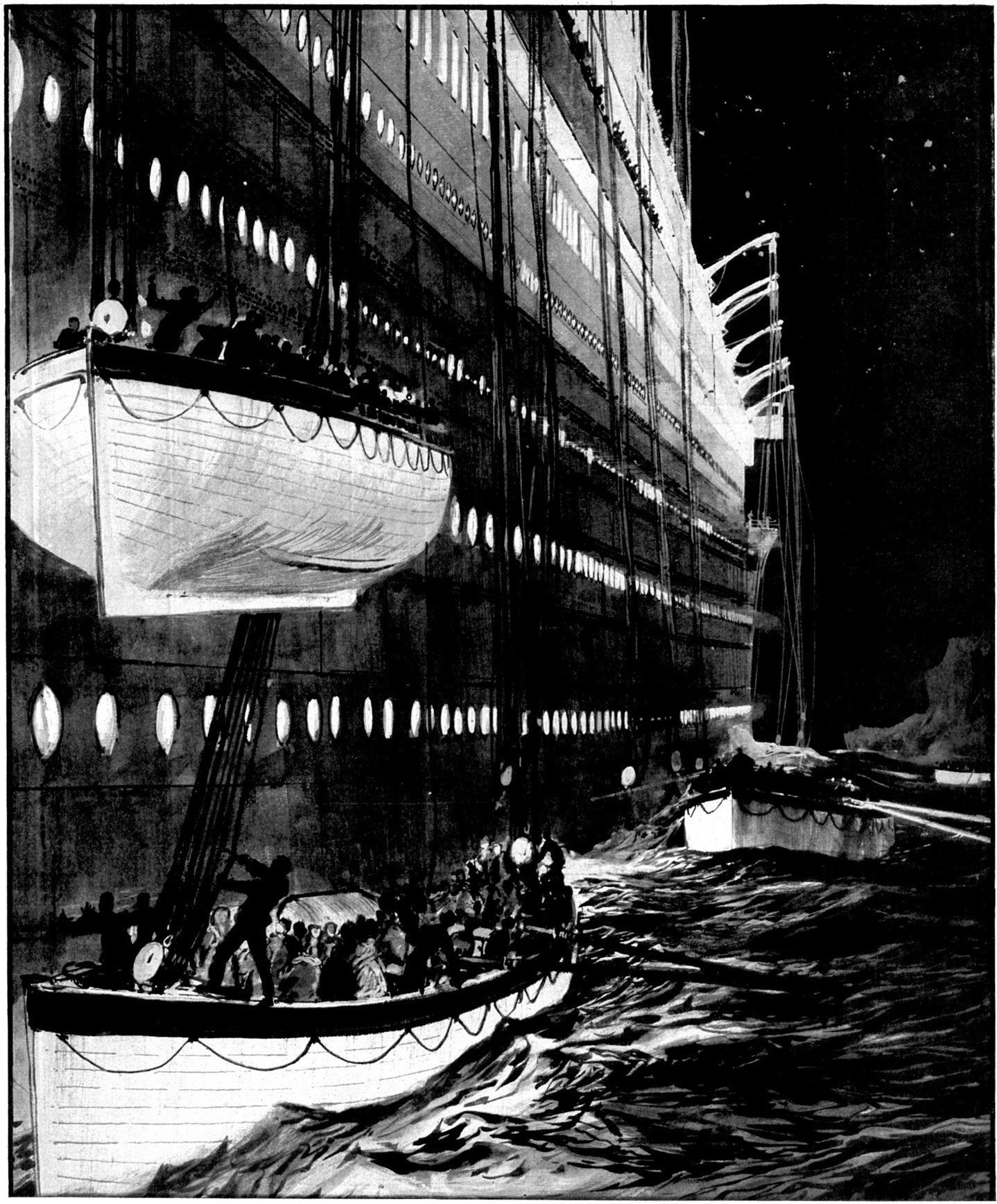
Dessin montrant le canot no 15 manquant d'écraser le canot no 13.

Ces deux canots, situés côte à côte, sont chargés et descendus simultanément. Immédiatement après la descente du canot no 11, les officiers se chargent de ces embarcations, qui sont donc les deux derniers canots en bois à tribord. Le 6e officier James Moody s'occupe de faire monter les passagers depuis le pont A, et le 1er officier Murdoch supervise les opérations depuis le pont des embarcations. Le no 13 est descendu vers 1 h 40 avec une charge comprise entre 55 et 62 passagers selon les sources pour 65 places, après avoir embarqué pratiquement tous les passagers qui étaient sur le pont selon un steward. Il s'agit principalement de femmes : on trouve à bord un homme de première classe ainsi que douze passagers de deuxième classe, dont quatre hommes, parmi lesquels Lawrence Beesley dont le témoignage sera précieux. Ruth Becker, âgée de douze ans, embarque également alors qu'elle avait été séparée du reste de sa famille, montée dans le canot no 11, dans la confusion qui régnait alors. Enfin, 26 passagers de troisième classe sont à bord, dont six hommes. L'équipage est composé de sept stewards, neuf employés des restaurants, un veilleur, deux matelots qualifiés, quatre chauffeurs et soutiers, parmi lesquels le chef de chauffe Frederick Barrett qui prend le commandement du canot. Quand le canot touche l'eau, il se trouve pris dans la même pompe de vidange d'eau qui avait menacé le canot no 11. Il réussit à se dégager et se retrouve à l'emplacement où le canot 15 va atterrir.
Le canot no 15 est descendu moins d'une minute après le 13 et a été chargé pratiquement en même temps. Ainsi, beaucoup de femmes et d'enfants étant montés dans le 13, les hommes restant sur le pont ont embarqué sur le no 15. Sur les 65 à 70 personnes à bord du canot, moins de quinze sont des femmes, la grande majorité étant des hommes de troisième classe : 38 troisième classe contre un homme de première et un homme de deuxième. L'équipage est composé de 13 stewards, une hôtesse, un boulanger, onze soutiers et chauffeurs et le veilleur Alfred Evans. Encore une fois, le pont est pratiquement vide quand le canot est descendu. Seuls deux couples sont séparés entre les deux canots, la majorité ayant embarqué ensemble. Ces deux canots sont également les plus chargés de tous et le no 15 est le seul à être descendu à sa pleine capacité.
Alors que le canot no 13 parvient à échapper à la pompe d'évacuation en se maintenant en arrière, le canot no 15 est descendu sur lui, provoquant la panique alors que les officiers chargés de la descente du canot ne se rendent compte de rien. Les occupants du 13 se mettent à hurler, alertant le canot 15 puis l'équipage sur le pont, qui bloque alors la descente du canot tout juste assez tôt pour éviter une catastrophe. Le steward F. Ray témoigne que le canot a été stoppé à 60 centimètres de leur tête. Les deux canots s'éloignent ensuite avec difficulté du Titanic, du fait de leur important chargement. Le no 13 atteint le Carpathia à 6 h 30 et le no 15 une heure après. Seul le premier est hissé à bord.

#### Canotno2
Le canot de secours no 2 est mis à la mer à 1 h 45 avec à son bord 17 ou 18 personnes pour 40 places. C'est le sixième canot mis à la mer du côté bâbord, et le quatorzième en tout. On trouve à bord huit passagères de première classe, six de troisième classe, et aucune de deuxième. Il n'y a aucun passager masculin dans le canot selon plusieurs témoignages. S'y trouvent également trois ou quatre membres d'équipage, parmi lesquels le responsable du canot : le quatrième officier du Titanic, Joseph Boxhall,. Alors que le canot commence à s'éloigner, le commandant Smith utilise un porte-voix pour demander à Boxhall de prendre des passagers depuis une porte d'embarquement. Il obéit mais, sentant une légère aspiration en se rapprochant du Titanic et effrayé par la foule attendant d'embarquer à la porte, il décide de rebrousser chemin,.
Après que le Titanic a coulé, l'officier Boxhall émet l'idée de retourner sur les lieux de naufrage. Mais face à la réticence des passagères du canot, et estimant la manœuvre trop dangereuse, il décide de ne pas faire demi-tour. Le canot no 2 a émis une lumière durant toute la nuit et l'équipage aurait tiré des fusées vertes pour attirer l'attention du Carpathia. C'est le premier canot à atteindre le navire d'assistance, vers 4 h 10 du matin. Il est hissé à bord du Carpathia et ramené à New York.

#### Canotno10

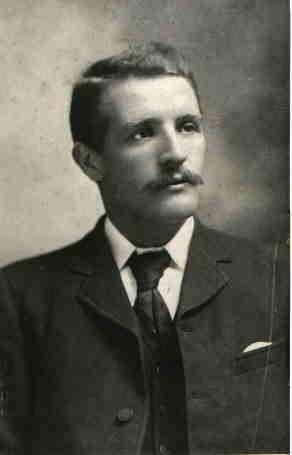
Le premier officier Murdoch s'est chargé du canot 10, sur bâbord, en plus de tous les canots tribord.

Le canot standard no 10 est mis à la mer à 1 h 50 avec à son bord entre 30 et 57 personnes pour 65 places selon les sources,. Mis à l'eau à peu près en même temps que le no 4, il est peut-être le dernier canot standard mis à l'eau. Pendant longtemps, il a été considéré qu'il était parti plus tôt, vers 1 h 20, avant les canots no 12, 14 et 16. Cependant, le témoignage d'un membre d'équipage met en doute cette heure, et surtout, la forte gîte dont témoignent les occupants de ce canot au moment de sa descente était impossible plus tôt dans la soirée. Exceptionnellement, le premier officier Murdoch se charge du canot alors qu'il est normalement assigné à tribord, afin d'aider l'autre côté à rattraper son retard. À bord du canot, on trouve au moins neuf passagers de première classe, quinze de deuxième classe, et six de troisième, ainsi que quatre membres d'équipage. Le responsable du canot est Edward Buley, un matelot qualifié, désigné par Wilde. Lors de l'embarquement, une passagère tombe dans l'intervalle de près d'un mètre qui sépare le Titanic du canot du fait de la forte gîte. Elle réussit cependant à remonter sur le navire depuis le pont A, puis remonte sur le pont supérieur et embarque dans le canot. Enfin, un passager monte en force depuis le pont A lors de la descente et deux passagers clandestins sont découverts dans la nuit.
Par la suite, le canot rejoint les canots no 12, 14, 4 et le D, et il est probable que plusieurs passagers sont montés à bord. Deux membres d'équipage volontaires pour revenir sauver des naufragés quittent le canot pour le no 14. Le no 10 arrive devant le Carpathia à 8 h 0 et est ramené à New York.

#### Canotno4

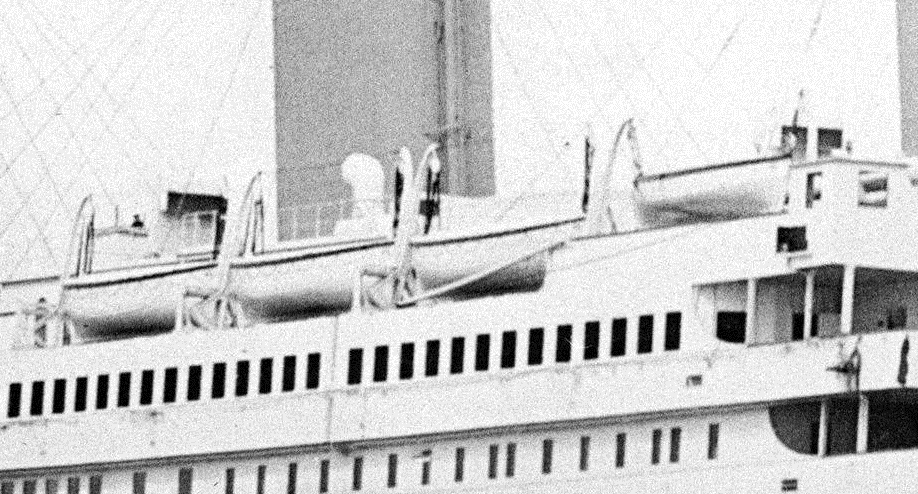
Le pont A vitré du Titanic, à tribord.

Le canot standard no 4 est mis à flot vers 1 h 50 avec environ 30 à 35 personnes à son bord pour 65 places. Seuls deux autres canots seront affalés après son départ. Il y a 24 passagers de première classe à bord, entre deux et sept de deuxième, et aucun de troisième classe. Il n'y aucun homme parmi les passagers, mais 4 membres d'équipage. Le responsable du canot est un quartier-maître, Walter Perkis,. Bien que ce canot soit parti dans les derniers, il a été le premier chargé à bâbord. Les officiers avaient ensuite décidé de le faire descendre au niveau du pont A pour y charger des passagers, avant de se rendre compte qu'il y avait des fenêtres à cet endroit précis du pont. En attendant de pouvoir les ouvrir, le canot reste alors immobile pendant que les officiers s'occupent de tous les autres, et est avec le no 10 le dernier canot standard mis à la mer. Les passagers ont dû passer par les fenêtres du pont A et des chaises longues ont été tendues entre le canot et le Titanic du fait de la gîte relativement importante qui s'est manifestée à la fin du naufrage. On trouve notamment à bord Madeleine Astor, l'épouse de John Jacob Astor, ainsi que la femme de John Borland Thayer.
Après avoir touché l'eau, le canot se dirige vers la poupe et reste proche du Titanic. Quatre membres d'équipage sautent alors dans l'eau et le rejoignent à la nage. Après le naufrage, les marins veulent retourner à nouveau vers les lieux du naufrage pour sauver d'autres personnes. Les passagers refusent, mais le canot fait quand même demi-tour. Il ne revient pourtant pas totalement vers les lieux du naufrage, mais tire de l'eau trois autres membres d'équipage. Parmi les sept personnes repêchées, deux meurent dans le canot, et un autre à bord du Carpathia. Le canot est ensuite arrimé aux canots no 10, 12, 14 et D et environ dix passagers du no 14 montent à bord. Au petit matin, alors que le canot se dirige vers le Carpathia, il vient à l'aide des passagers qui se tiennent debout sur la coque du canot B. Il ne prend à son bord qu'une douzaine de personnes, les autres montant à bord du canot no 12. Après avoir atteint le navire d'assistance à 8 heures avec environ 60 personnes à bord, le canot est abandonné à la dérive.

#### Canot pliable C
Le canot pliable C est mis à la mer vers 2 heures avec à son bord entre 39 et 43 personnes pour 47 places,. C'est le dernier canot mis correctement à la mer du côté tribord, et l'avant-dernier en tout. Il était initialement considéré, notamment par la commission britannique, que le canot était parti plus tôt, vers 1 h 40. Cependant, le premier officier Murdoch ayant de l'avance à tribord, il est parti aider à bâbord à ce moment-là pour mettre à l'eau le no 10. De même, la forte gîte sur bâbord au moment de la mise à l'eau et l’inondation du pont avant démontrent que le canot a été mis à la mer à cette heure. À tribord, le canot C est alors le dernier canot présent sur le pont des embarcations, le dernier étant situé sur le toit du quartier des officiers avant qu'il ne soit descendu. Murdoch et le commandant en second Henry Wilde sont présents lors du chargement. Le canot C a été principalement chargé avec des femmes et des enfants ; ils sont au nombre de 31, uniquement passagers de 3e classe, dont près de 20 Libanais et 10 enfants de moins de douze ans. Six membres d'équipage sont également à bord, dont le quartier maître George Thomas, responsable du canot ainsi qu'un steward, trois mécaniciens et un cuisinier. Deux passagers de première classe montent également au dernier moment, juste avant que le canot ne soit affalé. Il s'agit de William Carter, et du président de la White Star Line Joseph Bruce Ismay, ce qui prêtera par la suite à polémique. Le canot est donc descendu avec encore quelques places libres. Selon certains témoins, quatre passagers clandestins de troisième classe auraient été découverts dans le canot plus tard.
Selon le responsable du canot, la descente a duré cinq minutes et a été gênée par une gîte de 5 à 10 degrés sur bâbord, les parties en caoutchouc du canot pliable frottant contre les rivets du Titanic. Le canot atteint le Carpathia vers 5 h 45 et il est abandonné à la dérive.

#### Canot pliable D

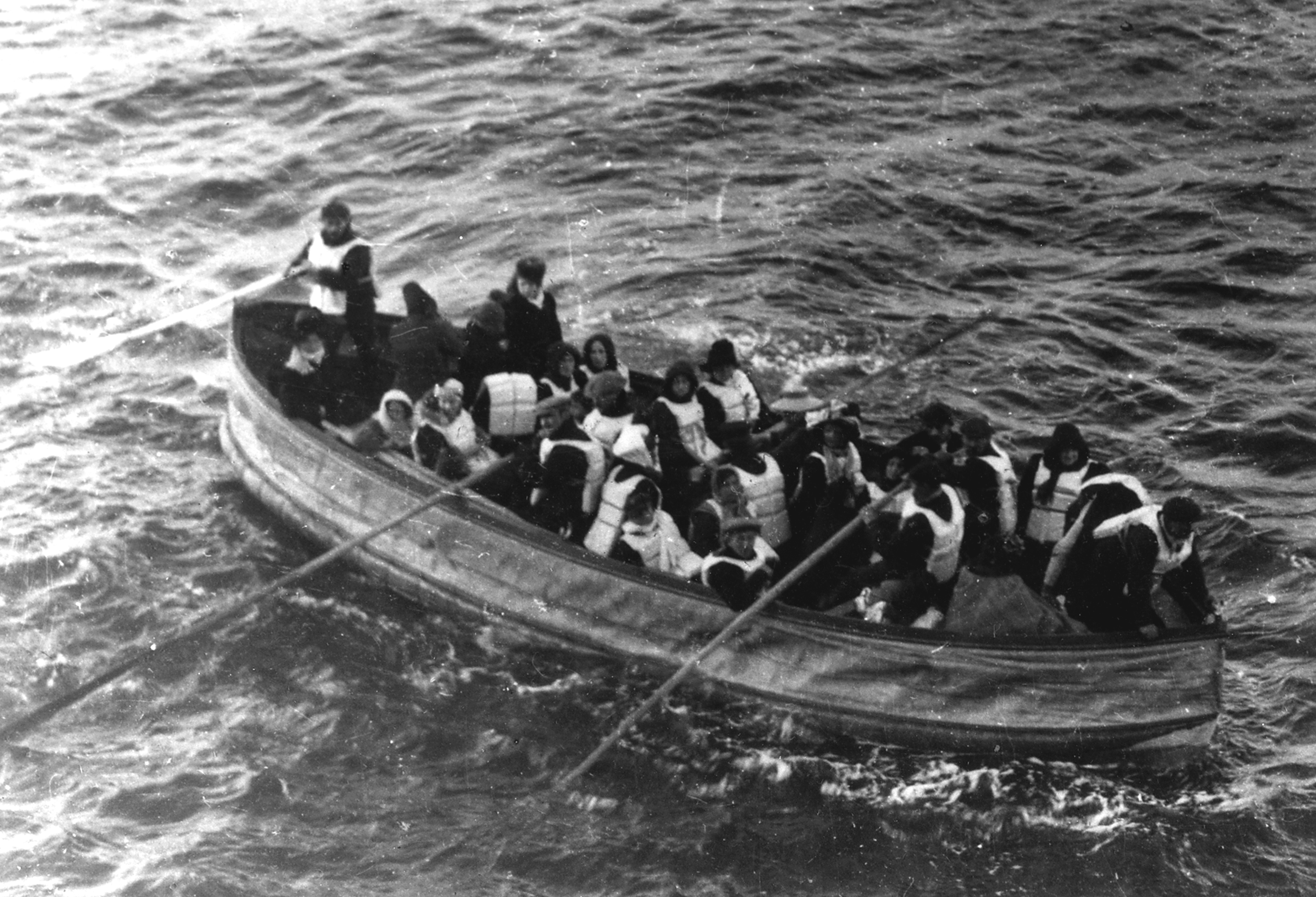
Le canot pliable D.

Le canot pliable D est mis à la mer à 2 h 5 après avoir été attaché aux bossoirs d'où était parti le no 2, avec à son bord environ 20 personnes pour 47 places. Chargé et descendu par Henry Wilde et Lightoller, qui refuse d'en prendre le commandement, il est le tout dernier canot mis à la mer avec succès, et donc le dix-huitième en tout. La situation est délicate alors que la forte gîte sur bâbord rend difficile le chargement et que la mer est à moins de quatre mètres du pont supérieur. Ainsi, la tension est forte à ce moment et un témoin indique qu'un coup de feu a été tiré en l'air, ce que le deuxième officier Lightoller dément en précisant que son pistolet est resté déchargé toute la nuit. Pour s'assurer du bon déroulement des opérations, les officiers forment en revanche une chaîne de marins autour de l'embarcation.
Le canot est chargé avec uniquement des femmes et des enfants, à savoir cinq de première classe, deux de deuxième, qui se trouvent être Michel Navratil et son frère Edmond, les derniers enfants de cette classe encore à bord du Titanic. Enfin, on trouve neuf femmes et enfants de troisième classe. Cinq membres d'équipage montent, dont le responsable du canot Arthur Bright, un quartier-maître. Il y a aussi deux chauffeurs, un chef-steward et un matelot.
Lors de la descente, deux hommes de première classe montent depuis le pont A en sautant à l’arrière du canot où il restait des places vides, dont le Suédois Björnström-Steffansson. Alors que le canot commence à s'éloigner, un autre passager de première classe saute dans l'eau et rejoint à la nage l'embarcation où se trouve sa femme. Le canot s'éloigne du Titanic et rejoint les no 14, 12, 10 et 4 où une douzaine de passagers montent à bord. Il atteint le Carpathia à 7 h 15 en portant 35 personnes environ, après avoir été tracté par le canot no 14.

#### Canot pliable A

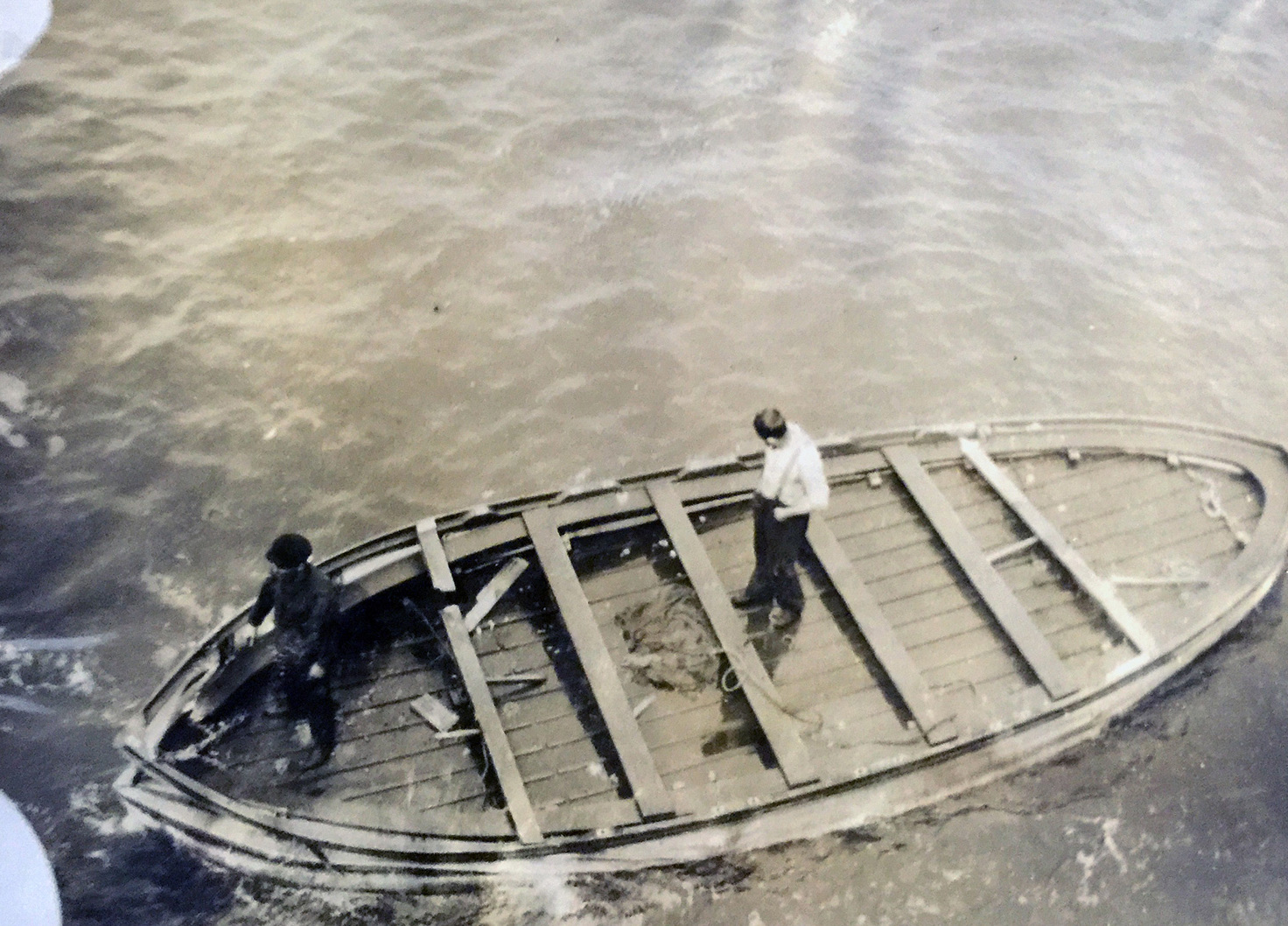
Le canot pliable A, le 13 mai 1912.

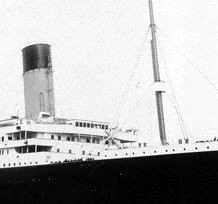
La passerelle de navigation du Titanic. Les canots A et B sont situés sur le toit du quartier des officiers, de chaque côté de la cheminée.

Le canot pliable A, comme le canot B, est situé sur le toit du quartier des officiers. N'ayant pas pu utiliser le système prévu pour le faire descendre, les officiers le font tomber sur le pont des embarcations grâce à des avirons et l'attachent ensuite au bossoir ayant servi à descendre les canots 1 et C. De nombreux témoignages indiquent alors qu'un officier, face à la foule menaçant de monter dans le canot, aurait tiré sur deux passagers avant de retourner l'arme contre lui. Bien qu'il n'existe pas de certitude sur l’identité de cet officier, le nom le plus cité est celui de William Murdoch qui dirigeait les opérations sur les canots à tribord. D'autres officiers, comme Henry Wilde et James Moody ont également été cités.
Alors que l'eau envahit l'avant du pont vers 2 h 15, l'équipage coupe les amarres pour éviter que le canot ne coule avec le Titanic. Peu après, la chute d'une cheminée crée une vague qui l'éloigne du paquebot et du canot B. C'est à ce moment que le canot se remplit d'eau jusqu'au banc de nage. Alors qu'il dérive, environ vingt naufragés parviennent à le rejoindre, dont le passager de première classe et futur champion de tennis Richard Norris Williams, ainsi que la passagère de troisième classe Rosa Abbot, seule femme à bord. Durant la nuit, beaucoup de passagers meurent de froid et d'autres seront blessés aux jambes à cause de l'eau gelée, qu'aucun passager n'a tenté d'écoper. Au petit matin, les passagers aperçoivent le Carpathia mais ne peuvent le rejoindre, ne disposant d'aucune rame. Ils se coordonnent alors pour crier ensemble, et attirent l'attention de l'officier Harold Lowe aux commandes du canot 14. La dizaine de passagers encore vivants monte donc à bord de ce canot qui revenait des lieux de naufrage et était donc pratiquement vide. Le canot est laissé à l'abandon avec trois cadavres à son bord.
En mai 1912, le canot est retrouvé par hasard par l'Oceanic à 300 kilomètres au sud du lieu du naufrage. Les trois corps sont alors mis dans des sacs, lestés, drapés de l’Union Jack et une messe funèbre est dite alors qu'ils sont immergés.

#### Canot pliable B

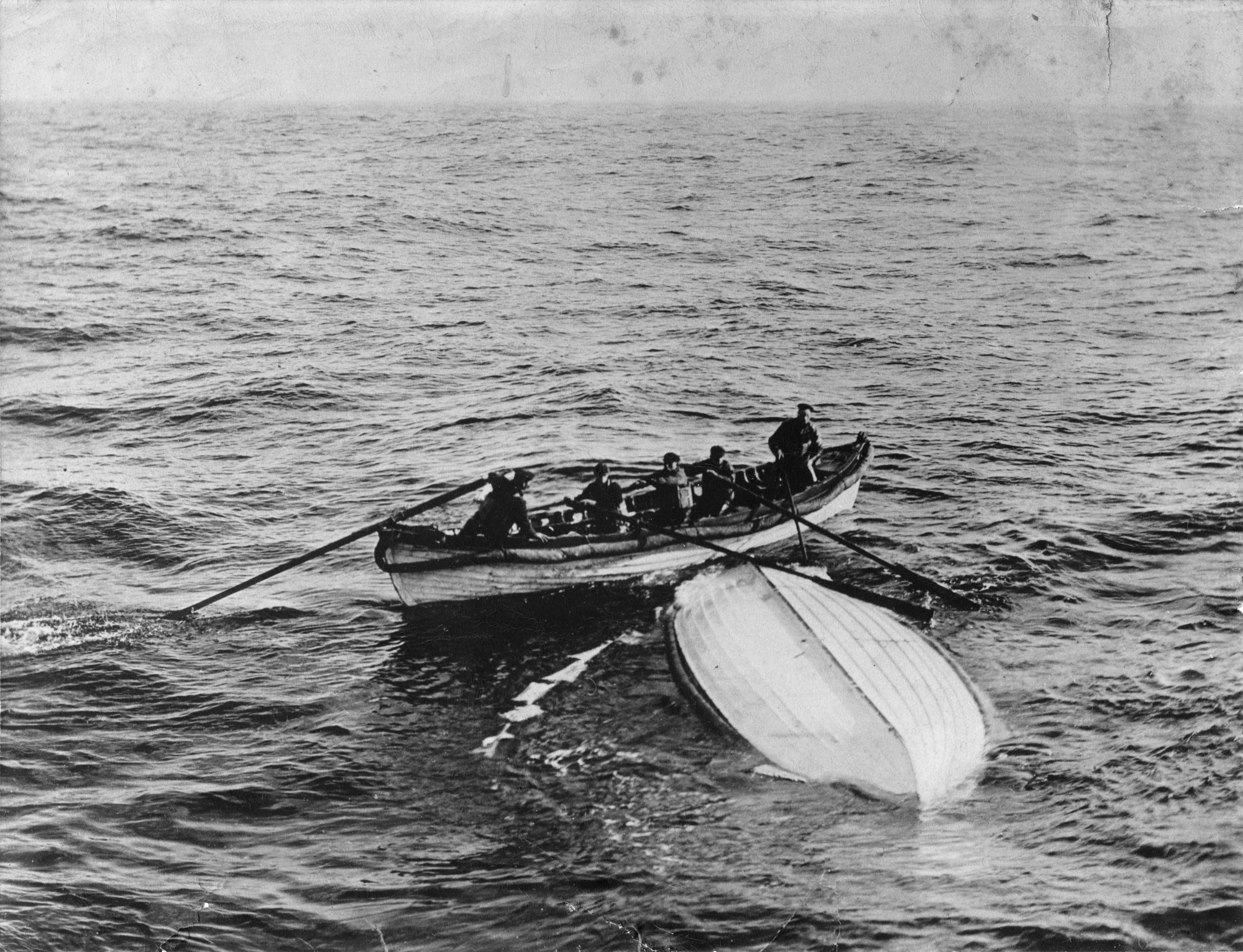
Le canot pliable B est retrouvé par les marins du Mackay-Bennett.

Le canot pliable B, comme le canot A, est situé sur le toit du quartier des officiers. Les officiers tentent également de le faire tomber sur le pont des embarcations afin de l'attacher ensuite au bossoir ayant servi à descendre les canots 2 et D. Cependant, le canot se retourne en tombant puis il est emporté par la mer au même moment que le canot A quand l'eau envahit l'avant du pont, vers 2 h 15. La situation est décrite par les témoins comme chaotique, beaucoup de passagers étant projetés à la mer et parfois entraînés vers le fond. Peu après, la chute d'une cheminée crée une vague qui éloigne les deux canots l'un de l'autre et du Titanic.
Peu avant et après la fin du naufrage, vers 2 h 20, des dizaines de naufragés parviennent à rejoindre le canot à la nage ou alors y sont amenés par la mer. L'opérateur radio Harold Bride témoigne par exemple avoir été emporté par une vague et s'être ensuite retrouvé sous le canot. Environ trente personnes montent sur la coque du canot, trois passagers de première classe, dont Archibald Gracie et Jack Thayer, un passager de deuxième classe, sept de troisième classe et dix-neuf membres d'équipage, dont le second officier Charles Lightoller, le plus gradé des officiers rescapés, qui prend logiquement le contrôle du canot. Les nageurs se sont d'abord aidés à monter à bord, puis en ont repoussé d'autres alors que leur canot leur semblait surchargé,. Charles Joughin témoigne ainsi avoir été repoussé, avant d'être hissé à bord par un ami plus tard. Durant toute la nuit, ils se tiennent pour la plupart debout et l'officier maîtrise l'équilibre précaire du canot en demandant aux hommes de se déplacer tandis que Bride entretient le moral en promettant l'arrivée prochaine du Carpathia. Ils aperçoivent ce dernier vers 4 heures et sont finalement secourus vers 6 heures par les canots 4 et 12, attirés par le sifflet de l'officier. Les deux canots se dirigent ensuite vers le navire d'assistance avec un total de 130 personnes à leur bord.

« À ce moment précis [juste après être monté dans le no 12], le soleil émergea de l'horizon. Puis vint la sensation croissante de sa chaleur, une chose que je n'oublierai jamais tant j'avais désespéré l'éprouver encore un jour. Peu à peu, l'idée que j'étais sauvé pénétra l'état d'engourdissement généralisé dans lequel je me trouvais, et je compris que je vivrais encore. »

— Jack Thayer

### Analyses

#### Vue d'ensemble
Le nombre de rescapés s'établit entre 705 et 712 contre environ 1 500 morts. Étant donné que la capacité théorique des canots est de 1 178 personnes, la stratégie de l'évacuation et du remplissage des canots a suscité la polémique, notamment lors des deux commissions d'enquête.
Les stratégies ont cependant différé entre tribord et bâbord. Les différences principales se tiennent par l'interprétation de la règle des « femmes et des enfants d'abord » et par le nombre de personnes embarquées. D'abord, William Murdoch a fait embarquer en moyenne 42 personnes pour les dix canots dont il s'est occupé, contre 32 personnes en moyenne pour huit canots par Charles Lightoller. La méthode de Murdoch consistait à donner la priorité aux femmes et aux enfants et à faire monter les hommes pour remplir les places restées vides (par exemple le canot no 15 comportait environ 50 hommes pour 65 personnes au total). Au contraire, Lightoller ne faisait monter que des femmes et des enfants et interdisait quasiment systématiquement l'accès aux hommes, préférant retenir les canots en attendant que davantage de femmes et d'enfants ne se présentent. La méthode de Lightoller rendait difficile le plein chargement des canots car il n'y avait sur le Titanic que 500 femmes et enfants alors que les canots pouvaient accueillir au total 1 178 personnes. De même, Lightoller craignait de mettre en danger les canots si ceux-ci étaient trop chargés. La méthode de Murdoch a permis que les canots soient mieux remplis mais aussi qu'ils soient plus vite mis à la mer ; par exemple à 1 h 45, il ne restait que deux canots à tribord contre encore cinq à bâbord. On peut aussi constater que les trois derniers canots tribord ont été quasiment remplis au maximum alors que Lightoller n'en a rempli aucun en totalité. Enfin, aucun des deux hommes n'est parvenu à mettre à l'eau correctement les canots situés au-dessus du pont des officiers, du fait de leur emplacement éloigné des bossoirs et par manque de temps.

#### Comparaison des diverses sources
La commission britannique sur le naufrage a établi les heures de départ de chaque canot du Titanic en fonction des témoignages, et les résultats donnés ont longtemps fait référence. Cependant, un groupe de chercheurs (notamment Bill Wormstedt, Tad Fitch et George Behe) a recoupé de nombreux témoignages et a conclu en 2011 à des résultats différents sur quelques points : le no 8 est parti avant le 6, les canots bâbord arrière sont partis dans l'ordre inverse, le no 10 est parti beaucoup plus tard et a été affalé par Murdoch et enfin le canot C est parti plus tard, après que Murdoch s'est occupé du 10.
Concernant la contenance des canots, là aussi la commission britannique, suivie des recherches d'Archibald Gracie, a établi des chiffres qui ont cependant été très contestés étant donné que le total donne un nombre de rescapés largement supérieur à la réalité, respectivement 854 et 795, contre environ 712 rescapés. Ces chiffres ont donc été souvent révisés, en prenant en compte les témoignages des passagers plutôt que de l'équipage, et en se servant des photos des canots.
| Canots                                                                                            | Côté    | Capacité | Heure de départ        | Heure de départ   | Contenance des canots         | Contenance des canots | Contenance des canots        | Contenance des canots    |
| Canots                                                                                            | Côté    | Capacité | Commission britannique | Wormstedt - Fitch | Commission britannique (1912) | Gracie (1912)         | Encyclopedia Titanica (2001) | Wormstedt - Fitch (2011) |
| ------------------------------------------------------------------------------------------------- | ------- | -------- | ---------------------- | ----------------- | ----------------------------- | --------------------- | ---------------------------- | ------------------------ |
| Canot 7                                                                                           | tribord | 65       | 0 h 45                 | 0 h 40            | 27                            | 28                    | 28                           | 28                       |
| Canot 5                                                                                           | tribord | 65       | 0 h 55                 | 0 h 43            | 41                            | 41                    | 35 ou 36                     | 35                       |
| Canot 3                                                                                           | tribord | 65       | 1 h 05                 | 0 h 55            | 50                            | 40                    | 38 à 40                      | 32                       |
| Canot 8                                                                                           | bâbord  | 65       | 1 h 10                 | 1 h 00            | 39                            | 28                    | 28                           | 25                       |
| Canot 1                                                                                           | tribord | 40       | 1 h 10                 | 1 h 05            | 12                            | 12                    | 12                           | 12                       |
| Canot 6                                                                                           | bâbord  | 65       | 0 h 55                 | 1 h 10            | 28                            | 28                    | 24                           | 24                       |
| Canot 16                                                                                          | bâbord  | 65       | 1 h 35                 | 1 h 20            | 56                            | 56                    | 40                           | 53                       |
| Canot 14                                                                                          | bâbord  | 65       | 1 h 30                 | 1 h 25            | 63                            | 60                    | 45                           | 43 (+ 2-3)               |
| Canot 12                                                                                          | bâbord  | 65       | 1 h 25                 | 1 h 30            | 42                            | 43                    | 28                           | 42                       |
| Canot 9                                                                                           | tribord | 65       | 1 h 20                 | 1 h 30            | 56                            | 56                    | 45 à 48                      | 40                       |
| Canot 11                                                                                          | tribord | 65       | 1 h 25                 | 1 h 35            | 70                            | 70                    | 55 à 60                      | 50                       |
| Canot 13                                                                                          | tribord | 65       | 1 h 35                 | 1 h 40            | 64                            | 64                    | 60 à 62                      | 55                       |
| Canot 15                                                                                          | tribord | 65       | 1 h 35                 | 1 h 41            | 70                            | 70                    | 65                           | 68                       |
| Canot 2                                                                                           | bâbord  | 40       | 1 h 45                 | 1 h 45            | 26                            | 25                    | 18                           | 17                       |
| Canot 10                                                                                          | bâbord  | 65       | 1 h 20                 | 1 h 50            | 55                            | 55                    | 30 à 32                      | 57                       |
| Canot 4                                                                                           | bâbord  | 65       | 1 h 55                 | 1 h 50            | 40                            | 40                    | 40                           | 30 (+ 5)                 |
| Canot C                                                                                           | tribord | 47       | 1 h 40                 | 2 h 00            | 71                            | 39                    | 40                           | 40                       |
| Canot D                                                                                           | bâbord  | 47       | 2 h 05                 | 2 h 05            | 44                            | 40                    | 24                           | 23                       |
| Canot A                                                                                           | tribord | 47       | -                      | 2 h 15            | -                             | -                     | 13                           | 12                       |
| Canot B                                                                                           | bâbord  | 47       | -                      | 2 h 15            | -                             | -                     | 28 à 30                      | 28                       |
| Total                                                                                             |         | 1 178    | -                      | -                 | 854                           | 795                   | 696                          | 722                      |
|                                                                                                   |         |          |                        |                   | Nombre réel de rescapés : 712 |                       |                              |                          |
| Source : « Titanic » Lifeboat Occupancy Totals de Bill Wormstedt, Tad Fitch et George Behe (2011) |         |          |                        |                   |                               |                       |                              |                          |

## Évolution de la réglementation

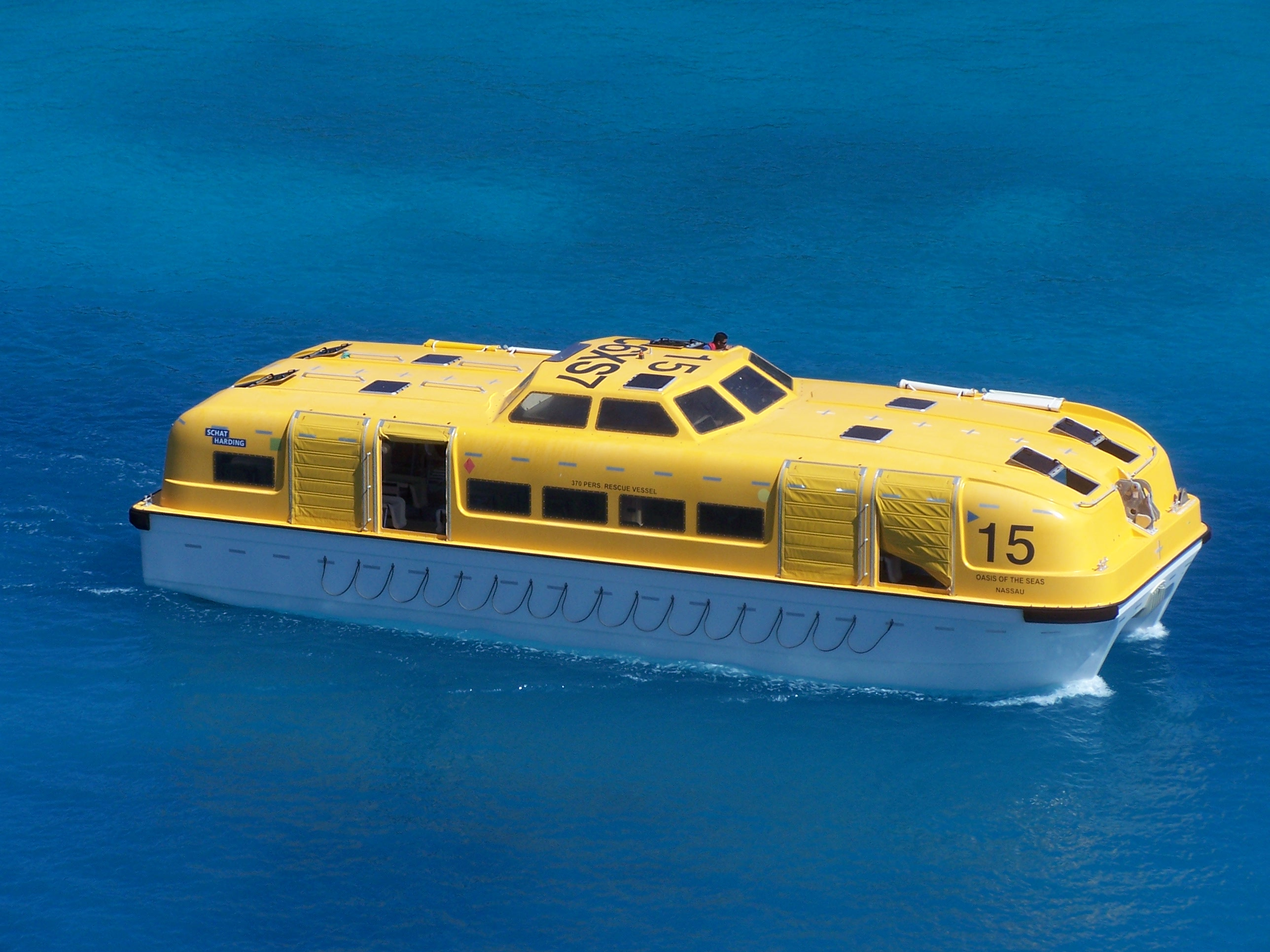
Un canot de lOasis of the Seas, pouvant contenir jusqu'à 370 personnes.

La White Star Line était en conformité avec la réglementation britannique, établie par le Board of Trade (ministère britannique du Commerce) concernant le nombre de canots à bord, et allait même au-delà de cette réglementation. Les dirigeants de la White Star Line se servent de cet argument pour se défendre de négligences concernant les moyens de sécurité à bord du Titanic. Le nombre minimum de canots de sauvetage était calculé, non sur le nombre de passagers mais sur le tonnage du navire ; le Titanic aurait pu se contenter de seize canots de sauvetage, or il en avait vingt. Cette réglementation, qui datait de 1894, n'était plus adaptée à la taille des navires de l'époque. En effet, la réglementation britannique exigeait que la capacité totale des canots soit d'au moins 962 personnes pour tous les navires de plus de 10 000 tonneaux alors que le Titanic jauge plus de 46 000 tonneaux.
La commission américaine et la commission britannique (ou commission Mersey) suggèrent alors que tous les navires devraient disposer d'assez de canots de sauvetage pour tous les occupants. La commission Mersey déclare également que la manœuvre des canots de sauvetage n'a pas été convenablement organisée, et recommande un meilleur entraînement des matelots. À la suite de la catastrophe et face à la nécessité de mieux contrôler les pratiques en mer est née, en 1914, la convention SOLAS qui spécifie différentes règles relatives à la sécurité, la sûreté et l'exploitation des navires. Cependant, la mesure met longtemps à s'appliquer : comme le font remarquer, à l'époque, les officiels des compagnies, elle n'est pas toujours matériellement possible. Certains paquebots des années 1910 conçus principalement pour le transport d'émigrants, comme le Carpathia ou le Mount Temple, sont en effet conçus pour transporter des milliers de passagers dans des navires de petite taille. Il est alors impossible d'y disposer assez d'embarcations. Le problème est cependant réduit après la Première Guerre mondiale : un bon nombre de ces navires sombrent dans le conflit, et les autres deviennent inutiles avec le durcissement des lois sur l'immigration outre-Atlantique.
Les réglementations se durcissent progressivement, notamment avec l'évolution du matériel naval et des technologies, mais le changement ne se fait pas de façon brusque. La White Star Line rééquipe cependant de façon très visible et avec force publicité les sister ships du Titanic, l'Olympic et le Britannic, pour regagner la confiance de la clientèle. Cent ans plus tard, les paquebots modernes doivent avoir des engins de sauvetage d'une capacité de 25 % supérieure au nombre de personnes pouvant embarquer. Le calcul de la capacité des canots se fait différemment, et de façon plus réaliste, et 75 % des passagers doivent pouvoir être placés dans des canots de sauvetage. Le reste peut prendre place dans des radeaux de survie, les navires devant disposer de radeaux équipés de dispositifs de lancement pour 25 % des passagers, et de la même quantité de radeaux sans dispositif. Les navires de croisière embarquent donc généralement des canots pour leurs passagers, l'équipage devant se contenter des radeaux de survie. Avec l'évolution de la taille des paquebots, certains des plus gros, comme l'Oasis of the Seas, bénéficient de dérogations leur permettant d'avoir des canots d'une capacité de 370 personnes chacun. Dans les autres cas, la capacité est de 150 personnes, nettement plus élevée, donc que les 40 à 65 des canots du Titanic.

## Postérité

### Disparition

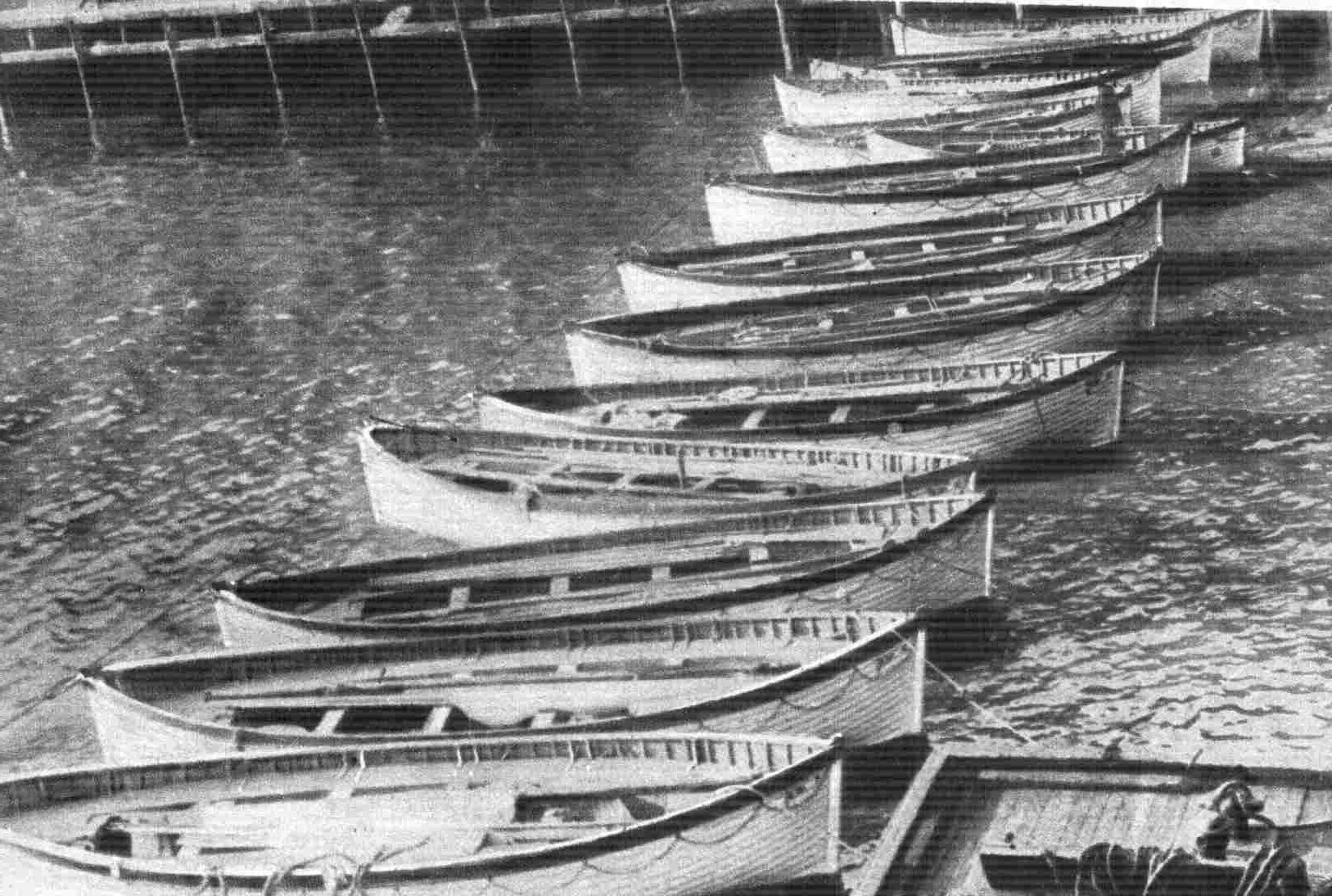
Les canots du Titanic, déposés à New York fin avril 1912.

Des 20 canots du Titanic, 18 atteignent le Carpathia et 13 sont hissés à bord. Lorsque le Carpathia arrive à New York le 18 avril, les canots sont déposés devant les quais de la White Star Line avant que les rescapés ne soient débarqués. Durant la nuit, ils sont dépouillés par les chasseurs de souvenirs macabres. Des plaques portant le nom du navire et le numéro de canot sont ainsi dérobées et revendues le long des quais le lendemain matin. Des gardes sont ensuite postés pour éviter de nouveaux vols.
Le 20 avril, la White Star Line fait appel à une équipe d'inspecteurs qui évalue la valeur des canots à près de 5 500 dollars. Il semble qu'ils soient ensuite restés dans ce bassin jusqu'en décembre 1912. Ensuite, on ne sait pas réellement ce qu'ils sont devenus. Ils auraient d'abord été entreposés dans un grenier, puis probablement remis en service par la White Star Line. Les canots auraient donc été ramenés à Southampton en Angleterre. Une photo prise dans ce port avec au premier plan les canots du Titanic et au second plan l’Olympic laisse à penser que c'est le sister-ship du Titanic qui a ramené les canots en Angleterre.

### Rôles dans les films

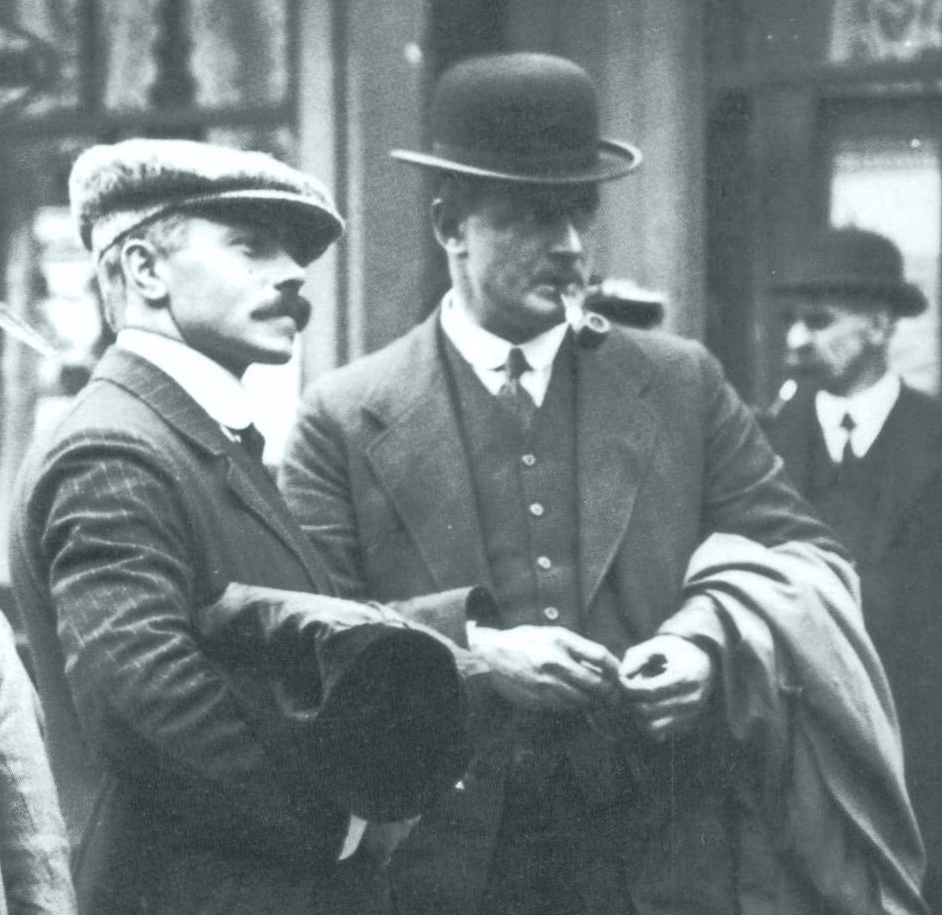
Le 3e officier Herbert Pitman à gauche et le 2e Charles Lightoller à droite, qui devient le personnage principal dAtlantique, latitude 41°.

Les canots du Titanic ont naturellement été représentés dans les nombreux films et téléfilms ayant pour trame le Titanic. Parmi ceux qui leur ont donné une place importante, on trouve les deux films à succès Atlantique, latitude 41° et Titanic de James Cameron, qui sont relativement fidèles à la réalité.
Atlantique, latitude 41° (A Night to Remember) présente avec beaucoup de détails l'histoire de plusieurs canots, ce qui n’empêche pas quelques erreurs. Le personnage principal est le deuxième officier Charles Lightoller, ainsi le naufrage se concentre surtout autour des canots situés à bâbord. Les répliques des acteurs correspondent souvent exactement aux témoignages, et la représentation des canots no 6, 1, C et B est très détaillée et proche de la réalité. De même, et contrairement au film de James Cameron, l'apparence et la taille des canots sont respectées, notamment pour les canots pliables. À l'inverse, des confusions sont commises, notamment au niveau de la chronologie de départ des canots, et certains sont trop chargés, comme le no 6 avec 40 personnes à bord contre 25 en réalité. De même, le rôle accordé à Lightoller est démesuré, l'homme se voyant parfois accorder des actions réalisées par d'autres officiers.
Dans Titanic, James Cameron s'est entouré de plusieurs historiens du Titanic, et aucun film ne représente avec une telle fidélité la chronologie du naufrage. Cependant l'histoire est racontée avec beaucoup moins de détails que dans Atlantique, latitude 41°. La chronologie du départ de chaque canot est globalement respectée, de même que les rôles joués par les officiers. Plusieurs scènes historiques sont reconstituées, comme la discussion entre Margaret Brown et Robert Hichens sur le canot no 6, la descente du no 14 durant laquelle l'officier tire des coups de feu, la descente du no 15 sur le 13, la chute des canots A et B sur le pont des embarcations, la descente du canot D, sur lequel monte le personnage fictif Rose, la chute de la cheminée qui crée une vague frappant les canots A et B et l'on aperçoit aussi le no 4 bloqué au niveau du pont A. L'une des scènes les mieux reconstituées est celle où l'officier Harold Lowe vide le no 14 dans d'autres canots pour aller repêcher des naufragés, bien que l'équipage ne disposât pas en réalité de lampes électriques et qu'il a témoigné n'avoir vu aucune femme ou enfant parmi les cadavres. Le film reproduit aussi beaucoup d'autres erreurs ou des faits non avérés : des fusées sont tirées trop tard, la proue est inondée trop tôt, Lightoller charge son pistolet et par ailleurs, les canots utilisés pour le tournage sont trop petits, tandis les canots pliables sont de simples canots en bois. Ainsi, pour la scène des canots no 15 et 13, seuls 30 à 40 personnes sont présentes dans chaque canot, alors qu'ils étaient en réalité 50 à 70. Enfin, le réalisateur a été critiqué pour la scène autour du canot A où le premier officier Murdoch se suicide après avoir tiré sur deux passagers. Alors qu'il s’appuie sur plusieurs témoignages en ce sens, il n'existe pas de certitude sur l’identité de cet officier.